# Hostinné
Hostinné (deutsch Arnau) ist eine Stadt im Okres Trutnov in Tschechien. Das Stadtzentrum besitzt ein Renaissance-Rathaus und einen Markt mit Bogengang mit Laubengängen.

## Geografie

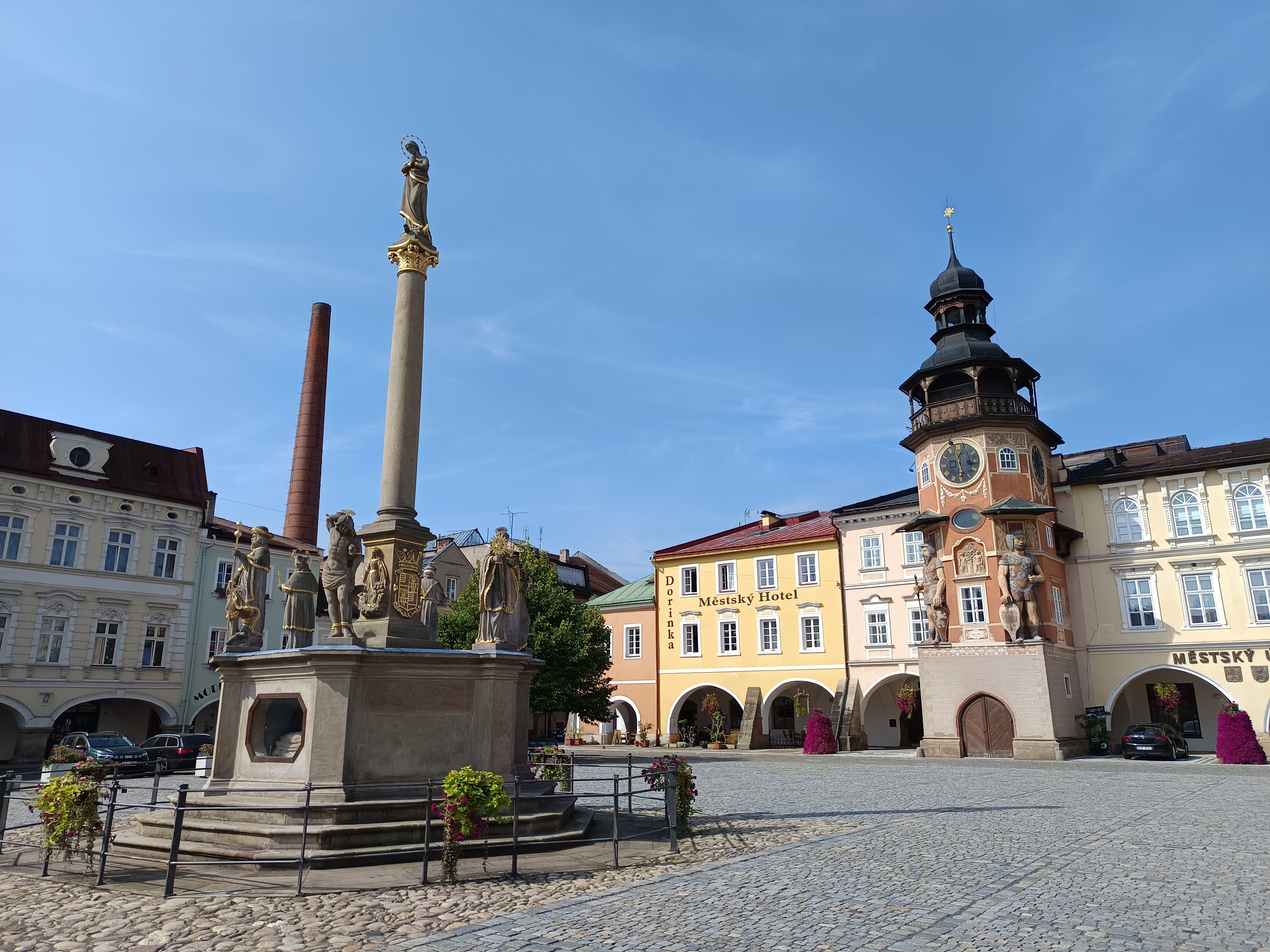
Stadtplatz mit Mariensäule und Renaissance-Rathaus

Die Stadt liegt in den Sudeten am Oberlauf der Elbe auf einer Höhe von 351 m über dem Meeresspiegel, etwa 15 km westlich von Trutnov (Trautenau). Die Region gehört zum Vorland des Riesengebirges.

## Geschichte
Das Gebiet von Arnau gehörte ursprünglich zum Trautenauer Lehensbezirk. Die von Ottokar II. Přemysl gegründete Stadt Arnow wurde erstmals 1270 urkundlich erwähnt und ist damit die älteste dieser Region. Sie entwickelte sich aus einer Ansiedlung bei einer Burg, die von deutschen Kolonisten Arnau genannt wurde. Der Name kommt vom germanischen Arn, auf Deutsch Adler, er ist vermutlich als Adlernest zu deuten. Die Stadtherren von Torgau waren ein bedeutendes sächsisch-böhmisches Ministerialengeschlecht. 1316 bekam Potho von Turgow vom böhmischen König Johann die Veste Gradiß, die Stadt Arnau und das Städtchen Hof zum Lehen. Dafür mussten bei Bedarf, wenn der König zu Hilfe rief, 40 Bewaffnete gestellt werden. Mit Hof übernahmen die von Torgau die gesamten adligen Lehnsleute und Vasallen. Arnau wurde so zu ihrem Hauptsitz. Sie errichteten weiterhin außer dem wehrhaften Arnau, an der oberen Elbe, Arnsdorf am Seifenbach und auch eine Siedlung namens Arnsnesta an der Schwarzen Elster. Die Torgauer benannten diese Ort nach dem Arn Arnau, der tschechische Name lautet Hostinné. Nachweise von 1348 dafür sind zwei Dresdner Kurzregesten Kaiser Karl des IV. aus Dresden. Ab 1348 war die Burg Arnau dann fest im Pfandbesitz des Botho von Turgow (Turgau, Torgau), eines kurz zuvor (1316) nach Böhmen ausgewanderten Sohnes des Burggrafen Purchart von Magdeburg.  Die von Kottwitz, ein fränkisches Ritter- und Adelsgeschlecht von zuvor schlesisch-sächsischer Herkunft, waren namensgebend für den Nachbarort Kottwitz. Der Baron, Bodo von Torgau und die Ritter von Kottwitz, deren Lehnsorte bei der Deutschordensritterkommende Miletin der Ballei Böhmen lagen, nutzten ihren Einfluss durch den Orden übergreifend in Sachsen, Franken, Böhmen und Preußen. Zu dieser Zeit wanderten auch Handwerker und Händler aus Franken, Bayern und Schlesien ein. Zur Regierungszeit des Kaisers Karl IV., während seines Aufbaus von Neuböhmen (1355 bis 1375), unterstellten sich auch fränkische Grafschaften dem Kaiser. Derer von Kottwitz, Ritter des Deutschen Ordens der Grafschaft Wertheim, siedelten dadurch in Arnau wehrhafte Knappen und Einwanderer an. 1377 wurde Arnau als Besitz des Herzogs Bolko von Oppeln erwähnt, ab 1388 gehörte Arnau wieder der Familie von Turgow (von Torgau). Zu Beginn des 15. Jahrhunderts wurden die Güter der Turgov erblich geteilt, und Arnau fiel an die Herren von Redern.

### Hussitenzeit
Um 1415 verkaufte Tristan von Redern Arnau an Hynek Kruschina von Lichtenburg, der es für seinen unmündigen Bruder Johann Kruschina von Lichtenburg erwarb. Am Faschingssonntag 1424 belagerten die Hussiten unter Jan Žižka die Stadt und forderten eine Übergabe, obwohl die Stadt dem Bruder des Hussitenhauptmanns Hynek Kruschina von Lichtenburg gehörte; dieser unterwarf sich erst 1428 dem Kaiser. Darauf gewann er die Gunst des Königshofes in Prag. 1424 sollen in der deutschsprachigen Stadt Rhodiserritter, auch Kreuzherren mit dem Roten Stern oder Schwertbrüder genannt, gewesen sein. Sie waren aus dem benachbarten Trautenau nach Arnau entwichen, nachdem die Hussiten 1421 die Stadt Trautenau mit Spital und Kirche gebrandschatzt und erobert hatten. Auf Grund der militärischen Kenntnisse und Anordnungen der Ritter bei der Verteidigung Arnaus konnten die Angriffe der Hussiten abgewehrt werden. Der Ritter Zdenko I. von Waldstein soll die Verteidigung geleitet haben. Bei einem Ausfall der Arnauer Verteidiger verloren über 100 Hussiten ihr Leben. Auch der Feldkaplan Žižkas soll am Fiebig, den Berichten nach, mit einem Armbrustpfeil getötet worden sein. Žižka hob die Belagerung daraufhin auf und zog ab, danach aber vernichteten die sieggewohnten Hussiten aus Vergeltung das Rhodiserkloster St. Procop im benachbarten Mönchsdorf (tschechisch Klášterská Lhota). Im selben Jahr 1424 verpfändete die spätere böhmische Königin Barbara von Cilli die Herrschaft Arnau, Königinhof und Trautenau an den Trautenauer Hauptmann Hans von Warnsdorf. 1425 erbaute man dann das westliche Obertor in der Stadtmauer. 1434 wurde Johann Kruschina nach einer Auseinandersetzung mit dem Braunauer Stadtrat ermordet seine Besitzungen fielen an seinen Bruder Hynek zurück.
In den folgenden Jahren vergrößerte sich die Stadt wahrscheinlich in Richtung Osten über den heutigen Markt hinweg. Nach Hyneks Tod 1454 erbte sein Sohn Wilhelm Kruschina († um 1487) aus der Ehe mit Anna von Hasenburg die Herrschaft Arnau, verkaufte sie jedoch 1458 an seine Stiefmutter Anna von Kolditz. Diese bestimmte Arnau zu ihrem Witwensitz und soll sehr wohltätig gewesen sein. Ihre Untertanen befreite sie von den herrschaftlichen Abgaben. Unter ihrer Herrschaft erweiterte sich die Stadt nach Osten. Wahrscheinlich wurde eine die Stadt erweiternde neue Stadtmauer errichtet, in dieser wurde 1456 das Niedertor erbaut. 1458 gründete die Stadtherrin hinter dem neuen Bürgerviertel, außerhalb der Stadt, ein Hospital. Anna von Kolditz starb am 1. Februar 1467. Die Herrschaft Arnau erbten ihre damals noch lebenden Töchter Anna und Salome von Častolowitz sowie Euphemia und Regina von Lichtenburg aus der Ehe mit Hynek. Sie verkauften die Stadt und die Herrschaft Arnau 1476 an Ulrich (Oldřich) Zajíc von Hasenburg, der mit Anna von Častolowitz verheiratet war, sowie an dessen Bruder Johann, den Ehemann der verstorbenen Tochter Katharina von Častolowitz.

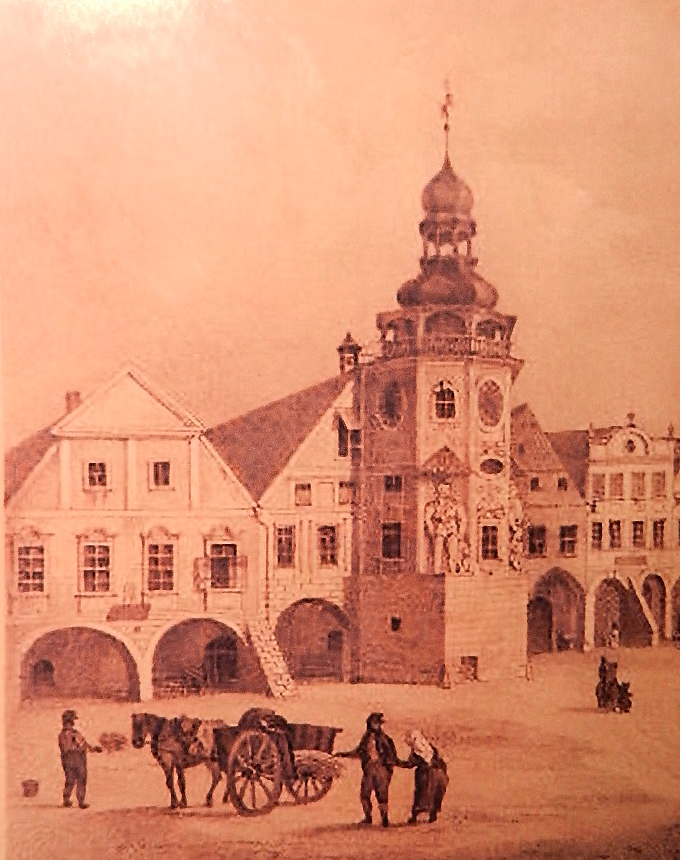
Rathaus und Patrizierhaus Gernert um 1845, heute Hotel

1477 erwarb Aleš Šanovec von Šanov (Alex von Schönau) die Arnauer Besitzungen, dessen Nachfahren die Herrschaft abermals teilten. In dieser Zeit wurde das noch heute erhaltene Neue Ratsbuch mit der Niederschrift vieler Ereignisse angelegt. 1506 erlangte die Bürgerschaft die Braugerechtigkeit (Kretscham) und das ausschließliche Schankrecht in Kottwitz und Prausnitz, weiterhin den Bierausschank in Arnsdorf, Hermannseifen und Polkendorf. 1519 kaufte Johann von Wartenberg beide Teile, verkaufte sie aber schon 1521 an Zdeněk von Waldstein, unter dessen Nachfahren die Herrschaft wiederum geteilt wurde. 1538 wurden bereits zwei Wochenmärkte auf dem Ring abgehalten. Der erste lutherische Pfarrer wurde 1539 in der Kirchgemeinde eingesetzt. Um 1544 ist das Einwerben von Geldern für Schullehrer der Arnauer Schule nachzuweisen. Zdeněk von Waldstein erweiterte seinen Besitz in der Stadt, 1591 kaufte er für 910 Schock das südlich am Rathaus liegende Gernert-Bürgerhaus (heutiges Hotel) mit den Wein- und Bierkellern und zog so das Braugewerbe als Geldquelle an sich. Die Kellergewölbe das Rathauses und des heutigen Hotels waren durchgängig verbunden. Der Weinhandel hatte 1579 in Arnau große Bedeutung, der Umsatz des Weinschenks Merten Gernert und Jacob Heier hatte den Wert von 617 Schock im Jahr. Das entspricht der Weinmenge von 262 Eimern (15.750 Liter), das waren 157 Fässer à 100 Liter. Ab 1612 mussten die Bürger für ihren Weingenuss eine jährliche Zinspauschale von 50 Schock an Hans Christof von Waldstein zahlen. Zu Beginn des Dreißigjährigen Krieges war die Herrschaft gemeinschaftlicher Besitz von Dietrich Waskabersky und Johann Ferdinand von Fünfkirchen.
Nach der Schlacht am Weißen Berg wurde die Herrschaft konfisziert und ein Teil 1623 für 6000 Gulden an Polyxena von Lobkowicz verkauft. 1628 wurde dies aufgehoben und die gesamte Herrschaft für 36.057 Schock und 20 Groschen an Albrecht von Wallenstein veräußert. Nach dessen Ermordung in Eger wurde sie 1634 erneut konfisziert und im Jahr darauf an Guillaume Lamboy de Desseneur (Wilhelm von Lamboi) veräußert. Die von Wallenstein ließen durch kluge Politik noch einige Jahre den evangelischen Glauben in einem Teil ihrer Herrschaften zu, so auch in Horni Branná bis 1654. Die evangelische Kirche in Branná war das Gotteshaus von Rochlitzer Protestanten, die zum Teil 1637 aus Arnau entwichen waren. Nachfolgende Stadtbesitzer waren ab 1684 Octavian Kinsky von Wchinitz und Tettau und ab 1699 dessen Sohn Wenzel Norbert Octavian. Diesen folgten ab 1706 die Grafen Morzin und ab 1719 die Grafen Schlick. 1750 erwarb Maximilian Graf Lamberg die Herrschaft; von ihm ging sie 1758 an Maria Anna von Schaffgotsch über, von der der Besitz 1762 an Joseph von Bolza gelangte. Dieser erwarb vor 1785 noch das Lehngut Tschermna und schloss dieses an die Herrschaft an. Nachdem Joseph Graf von Bolzas Witwe die Herrschaft lizitieren ließ, wurde sie 1799 durch Franz Graf Deym von Střítež erworben. Nach dessen Tod ging sie 1832 an seinen gleichnamigen Sohn über. 1834 bestand Arnau aus 244 Häusern und hatte 1439 Einwohner. Im 18. und 19. Jahrhundert wurde die alte Befestigungsanlage abgerissen. Die wirtschaftliche Entwicklung wurde von der Textil- und Papierindustrie geprägt.
Die Herrschaft Arnau hatte 1834 10.314 Einwohner, die durchweg katholisch und überwiegend deutschsprachig waren. Direkt untertänig waren neben dem Städtchen Arnau gänzlich die 20 Dörfer Anseith (Souvrať), Bukowina (Bukovina), Burghöfel (Dvoračky), Güntersdorf (Huntířov), Gutsmuts (Dobrá Mysl), Karlseck (Karlovka), Katharinadörfel (Ves Svaté Kateřiny), Kommar (Komárov), Kottwitz (Chotěvice), Mastig, Mastiger Bad (Mostecké lázně), Mittel Oels (Prostřední Olešnice), Neuschloß, Nieder Oels, Neustädtel, Nieder Prausnitz, Ober Oels, Ober Prausnitz, Oels-Döberney (Debrné) und Proschwitz sowie Anteile von Arnsdorf und Forst. Hinzu kam noch das angeschlossene Gut Tschermna. Zur Herrschaft gehörten mehrere Maierhöfe. Direkt bewirtschaftet wurden der Sybillenhof und der Hof Neuschloß. Die Höfe Karlseck und der Arnauer Posthof waren verpachtet, während die Höfe Kottwitz und Burghöfel emphyteutisiert waren. Zum Herrschaftsgebiet gehörten die Forstreviere Arnau, Anseith, Güntersdorf, Mastig, Neuschloß, Proschwitz und Tschermna. Das anstelle der ehemaligen Burg errichtete Renaissanceschloss wurde im 19. Jahrhundert zu einer Baumwollspinnerei umgenutzt.

1835 kaufte die k.k. priv. Papierfabrik Gebr. Kiesling aus Ober Langenau das Schlossgebäude und richtete darin die Papierfabrik „Elbemühle“ ein, die 1839 an den Industriellen Franz Ritter von Lorenz, seit 1873 Ritter von Riesenstett (1806–1889) verkauft wurde. Zusammen mit dem Industriellen Carl Julius Eichmann (1805–1872) gründete er 1842 das Unternehmen Franz Lorenz Söhne & Eichmann, nach 1865 Eichmann und Co. mit der Erzeugung von Spezialpapieren, u. a. Banknotenpapier. Sitz der Herrschaft Arnau war das Schloss Neuschloß.

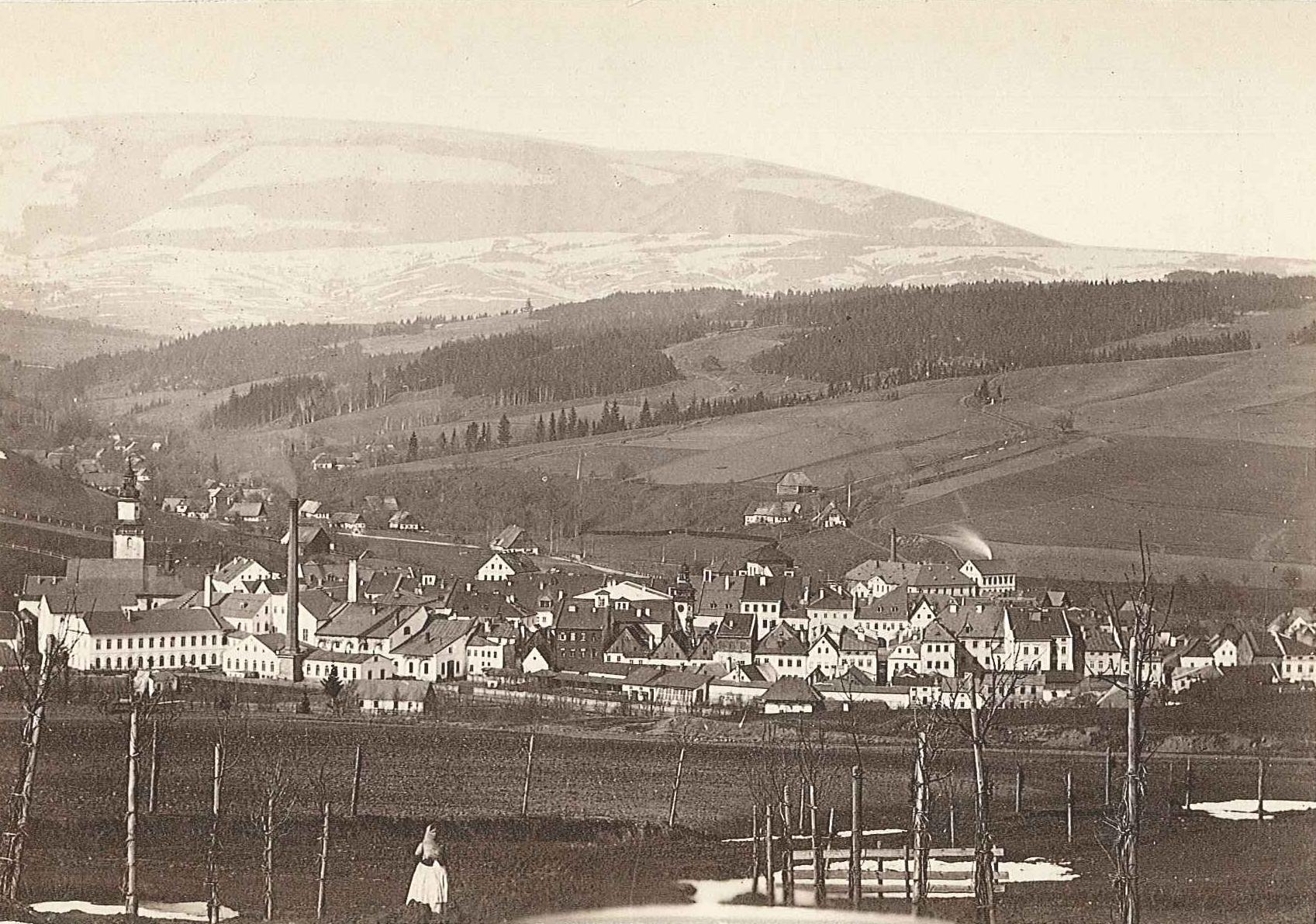
Arnau, vor 1868

Nach der Aufhebung der Patrimonialherrschaft bildete Arnau ab 1850 eine Stadtgemeinde im Gerichtsbezirk Arnau bzw. im Bezirk Hohenelbe. Die 1870 erfolgte Fertigstellung der Bahnstrecke Velký Osek–Trutnov führte zu einem wirtschaftlichen Aufschwung des Städtchens. Nachdem Eichmann und Co. noch die Feinpapierfabrik von Linke, Richter & Bibel in Gutsmuts erworben und 1870 die Holzstofffabrik Mönchsdorf sowie die Holzschleiferei Teschnen/Těšnov in Königreichwald gegründet hatte, firmierte es 1871 als k.k. priv. Papierfabriks- und Verlagsgesellschaft Elbemühl mit knapp 500 Beschäftigten.

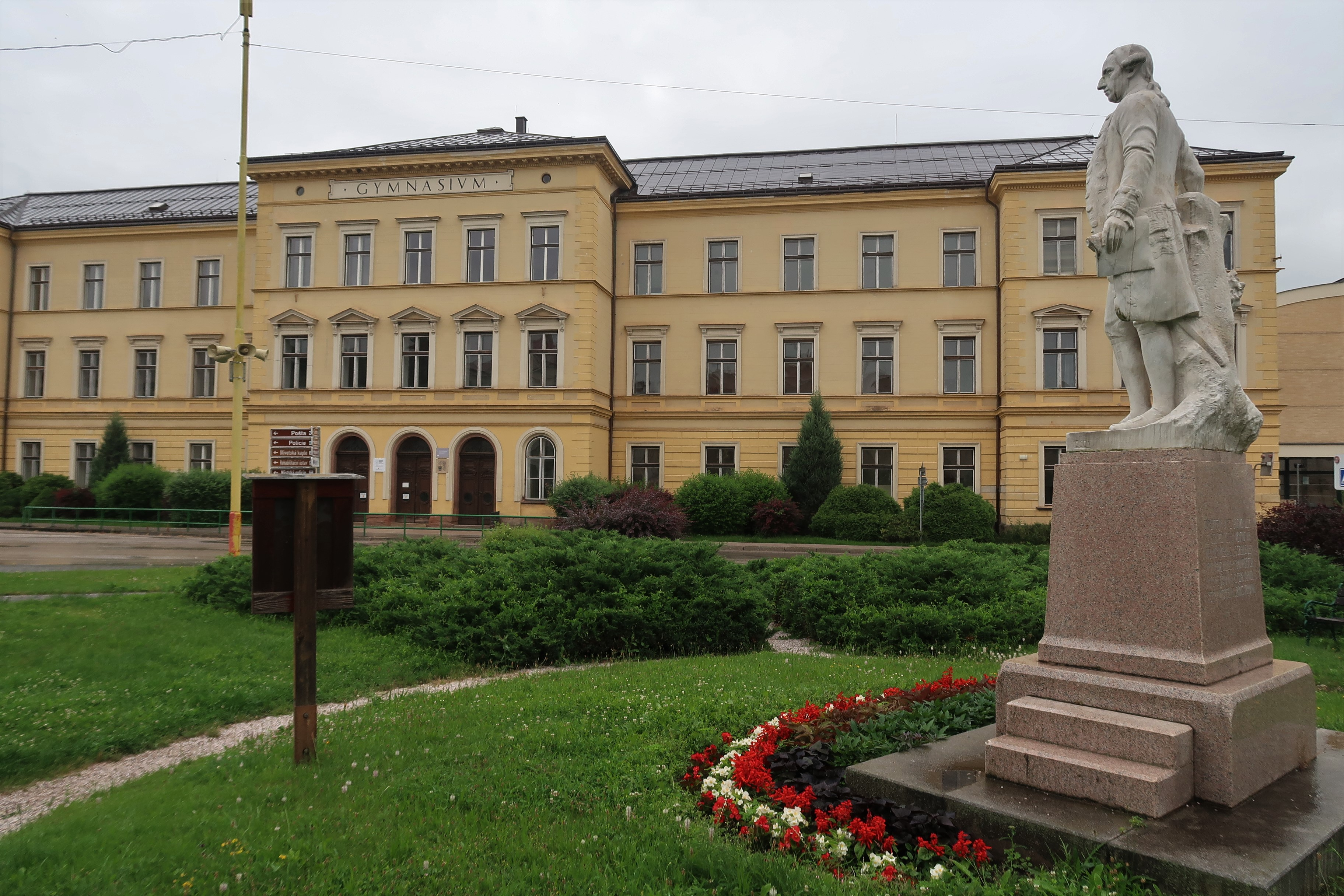
Gymnasium

1872 erhielt Arnau ein Realgymnasium, das 1873 ein eigenes Gymnasialgebäude bezog. Am Anfang des 20. Jahrhunderts war Arnau Sitz eines Bezirksgerichts und Industriestandort.

Stadtflagge

Nach der Niederlage im Ersten Weltkrieg zerfiel die Habsburgermonarchie und die Tschechoslowakei wurde gegründet. Bei der Volkszählung 1930 hatte der Ort 4502 Einwohner (davon 602 Tschechen = 13 %). 1939 waren es 4272. Durch das Münchner Abkommen kam Arnau 1938 zum Deutschen Reich. Bis 1945 gehörte Arnau zum Landkreis Hohenelbe im Regierungsbezirk Aussig im Reichsgau Sudetenland. In Arnau betrieben die Deutschen zwischen Mai 1942 und März 1944 ein Zwangsarbeitslager mit ungefähr 120 Jüdinnen.
Nach dem Ende des Zweiten Weltkriegs wurde das Sudetenland wieder unter tschechoslowakische Verwaltung gestellt. In der Folgezeit wurde die mehrheitlich deutschsprachige Bevölkerung aus Arnau vertrieben. Ihr Vermögen wurde durch das Beneš-Dekret 108 konfisziert und die katholische Kirche während der kommunistischen Ära von 1948 bis 1989 enteignet. Die Einwohnerzahl ging stark zurück.
Nach der Aufhebung des Okres Vrchlabí wurde Hostinné mit Beginn 1961 dem Okres Trutnov zugeordnet. Die Papierfabrik wurde 1985 stillgelegt.

## Demografie
| Jahr | Einwohner | Anmerkungen        |
| ---- | --------- | ------------------ |
| 1500 | 0.ca. 300 |                    |
| 1615 | 0.ca. 436 |                    |
| 1656 |           | 600 Seelen         |
| 1664 |           | 72 Häuser          |
| 1852 | ca. 1.550 | [ 20 ]             |
| 1900 | ca. 4.193 | deutsche Einwohner |
| 1930 | ca. 4.502 | [ 21 ]             |
| 1939 | ca. 4.272 | [ 21 ]             |

| Jahr      | 1970  | 1980  | 1991  | 2001  | 2011  | 2021  |
| Einwohner | 4.229 | 5.016 | 5.181 | 4.886 | 4.615 | 4.352 |

## Stadtwappen
Durch die Entwicklung des Stadtbildes und die wechselnden Herrschaftszeiten entstanden verschiedene Wappendarstellungen. Das älteste Wappen des Ortes auf einem Siegel ist bei Karl Schneider beschrieben: „Die beiden Türme sind spitz gedeckt und ohne Verbindungsmauer. Zwischen ihnen steht mit langem heraldischen Schweife der einköpfige Adler.“
Die Wappendarstellung nach 1500 zeigt lediglich eine Stadtmauer mit Tor und zwei rückwärtigen Wehrtürmen. Das heutige Wappen zeigt dagegen ein zweitürmiges Stadttor mit den beiden Riesen; dieses Wappen ist erst nach dem Rathausbau von 1525/1600 gestaltet worden. Der heutige Kirchturm, der früher ein Wehrturm war, mit einer ca. acht Meter hoch liegenden Einstiegstür (heute die Zugangstür von der Sakristei in den Turm), zeigt einen typisch mittelalterlichen Wehrturm. Der zweite Turm im ältesten Wappen wäre der Burg oder dem Vorgängerturm des Rathausturmes zuzuordnen. Ein noch möglicher Turm wäre ein in der Vedute von 1730 dargestelltes Turmgebäude an der nordöstlichen Stadtmauer.

## Frühe Stadtentwicklung und Wehranlagen
Die Entwicklung der Bevölkerung in Arnau wurde in Regesten und Stadtbuchaufzeichnungen dokumentiert. Die zur Ortsgründung belehnten adligen Grundherren brachten Bürger und Handwerker aus ihren Stammorten mit und siedelten sie auch in den Nachbarorten an.
Der historische Stadtkern ist seit 1990 als Stadtdenkmal geschützt. Die Ummauerung des Wehrturmes (Wehrkirche), der Burg und der Siedlerhäuser zeigt die ersten Stadtstrukturen auf. Diese mittelalterliche Stadt reichte erstmal bis zum künstlich gegrabenen Stadtbach, der noch im 20. Jahrhundert überdeckt unter dem Markt hindurch floss. Dieser künstliche Bach füllte wohl vor 1400 den nördlichen und östlichen Teil des Ringgrabens mit Wasser um den ersten Stadtkern herum, dessen Zentrum der Schlossplatz war. Der Arnauer Stadtbaumeister Kosma vertrat die Ansicht, dass die Vorderfront der Häuserreihe auf der Westseite des Marktes zuvor, in früherer Zeit, dem Schlossplatz zugewandt war. Der Stadtforscher Jürgen Gerner stützt diese These mit seinen urbanen Untersuchungen der Wasserhaltung in den Gräben und Befestigungsanlagen in den städtebaulichen Phasen der Stadt. Das Rathaus mit einem Turm wurde erstmals im Jahr 1477 erwähnt. Über den heutigen Markt hinweg erweiterte sich dann im 15. Jahrhundert die Stadt nach Osten, bis an die heute noch in Fragmenten existierende Stadtmauer am Niedertor und an der Seifenpforte. Städtebauliche Erwähnungen berichten über die Stadtentwicklung: 1507 vom Obertor, 1518 vom Ring / Markt, dann 1526 vom Niedertor und 1528 von dem (neuen) Bürgerviertel am Niedertor. Die Anlage des Niedertores ist um 1456 erstmalig beschrieben, scheinbar hat die Ertüchtigung und Erweiterung der noch heute städtebaulich teilweise sichtbaren Gesamtstadtringmauer ca. 70 Jahre gedauert.

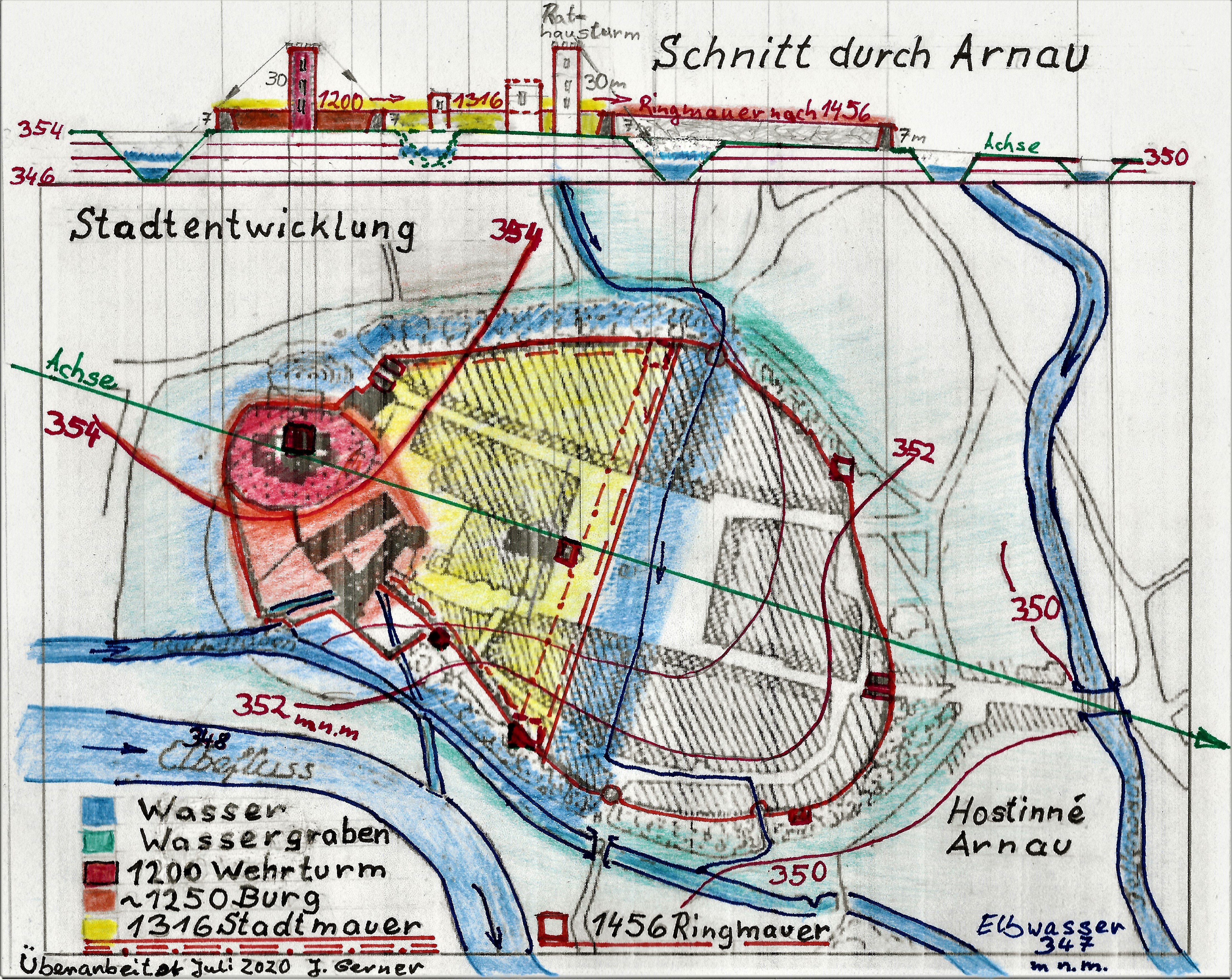
Wasserstände, Wehrmauern und Türme von Arnau
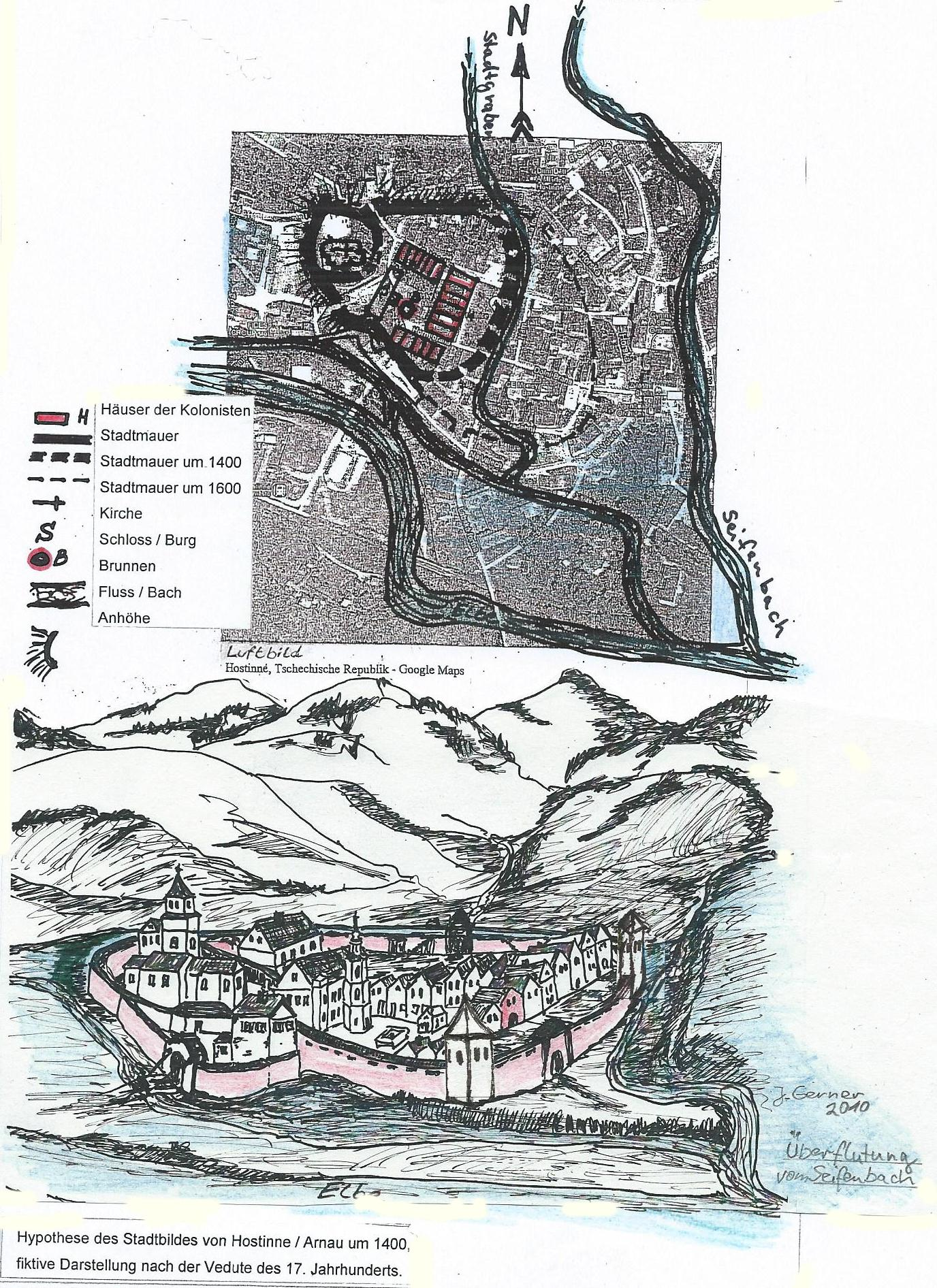
Fiktives Stadtbild Arnau um 1400
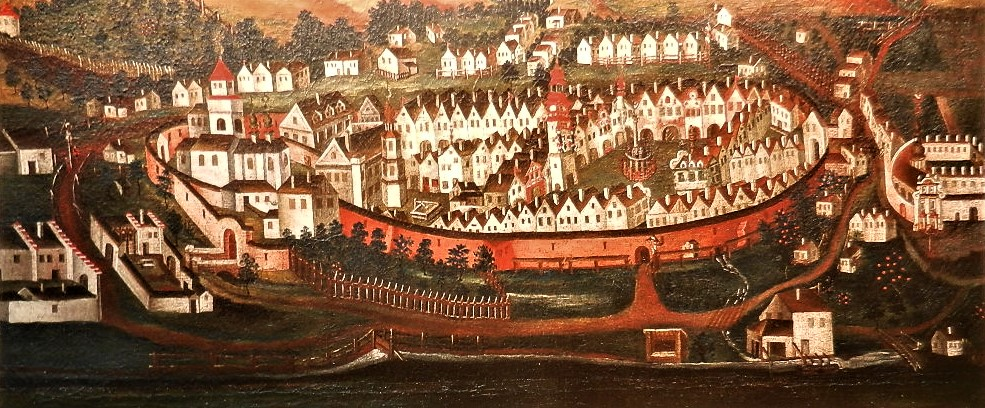
Arnau um 1730 mit Ringmauer
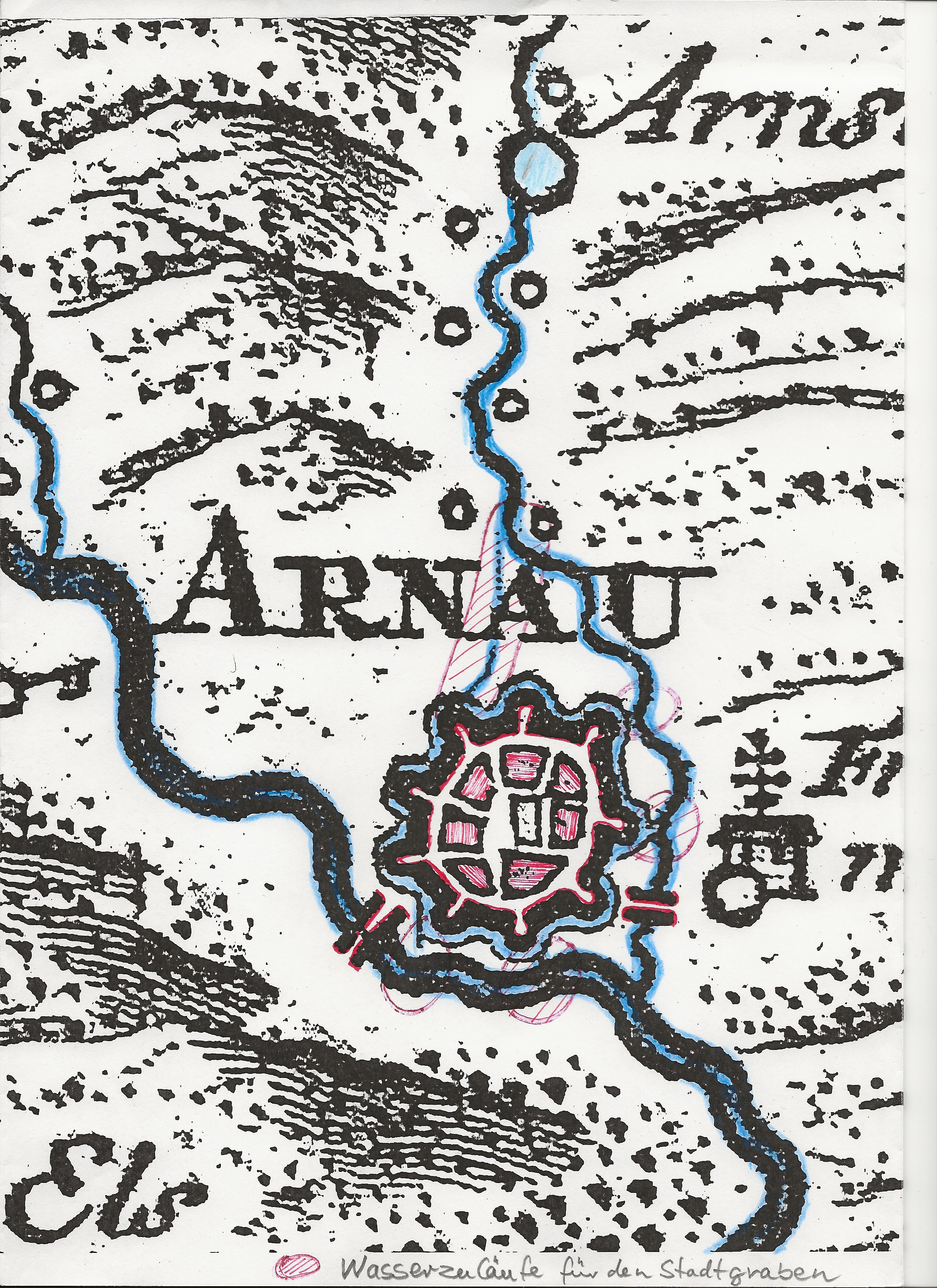
Wasserzuläufe und -gräben in der Stadtbefestigung um 1720

In jeder Phase der Stadterweiterung war durch die topografische Höhenlage der über Arnau ankommenden Gewässer gewährleistet, dass die Stadt mit einem schützenden fließenden Wassergraben umschlossen wurde. Die Herren von Torgau besaßen Kenntnisse im Siedlungsbau, insbesondere an Flüssen in Sachsen. In der Ortschaft Arnsnesta in Brandenburg am Fluss der Schwarzen Elster waren die Herren von Torgau 1348 aktiv beim Bau einer Grenzwasserburg tätig. Auch ihr damaliger Sitz in Herzberg an der Schwarzen Elster lag auf einer Wasser umflossenen Burg. Die Familie der Grundherren nahm für drei Orte, Arnsnesta, Arnau und das Nachbardorf Arnsdorf, den germanischen Wortstamm des Arn, des Adlers, als Ortsname. Sie sind die Namensgeber für ihre Wasserburgen. Das Anlegen des künstlichen Grabens vom Seifenbach bis zur Elbe garantierte ein Wasserhindernis vor den nördlichen Stadtbefestigungen. An diesen wohl nur gering zugefrorenen Wasserhindernissen scheiterte im Winter 1424, am Fastnachtssonntag, der Angriff des Hussitenführers Jan Žižka. Dieser künstlich angelegte Kanal war eine vorsorgliche Anlage für die Wasserversorgung der Stadt und ihre damaligen nordöstlichen Stadtgräben des 15. Jahrhunderts.
Eine ehemalige Mauereckbastion im Süden, in der Vedute von 1730 noch dargestellt, lässt den östlich nach Norden strebenden Verlauf einer ursprünglichen anderen Stadtbefestigung noch ahnen. Das gegenüber auch im Norden eine Eckbastion vorhanden war, ist wahrscheinlich, aber nicht belegt. Die Regeln des Burgenbaus, die die Schussweite einer Armbrust von ca. 25 bis 50 Metern berücksichtigt, wurden beim Mauerbau und dessen Bastionen beachtet. Ein Vorgängerturm des Rathausturmes bot zur Verteidigung in der Mitte der flachen östlichen bewässerten Seite gute Bedingungen in der Schutzanlage der mittelalterlichen Stadt. Die Regeln des Stadtmauerbaus mit den Mauerabschnitten, den Kurtinen, waren durch die Setzung von Flankentürmen, wie in den Veduten sichtbar, eingehalten worden. In der Vedute von 1836 sieht man an der zuvor genannten Stelle im Süden die dann im 15. Jahrhundert weitergebaute Stadtmauer, um den heutigen Stadtkern.

Die fiktive Darstellung „Arnau um 1400“ zeigt den natürlichen Wasserstandpegel, die Wasserführung und die Wasserflächen bzw. -gräben um die Stadt herum. Die weitere Ausdehnung der Stadt nach Osten ist nach der Hussitenzeit einzuordnen. Das Obertor wurde 1425 noch in der alten Stadtmauer des 14. Jahrhunderts errichtet. Der Aushub der Hauskellergewölbegruben um den neu anzulegenden Ringplatz wurde zur Aufschüttung des neuen Stadtzentrums genutzt. Wegen der Geländeerhöhung von mindestens 1,5 Meter wurde der Stadtgraben gegen die Bürgerhäuser mit Mauern abgedichtet. So entstand dann nach ca. 1450 mit dem Anfang der Anlage des Ringplatzes die Stadterweiterung in den heute noch bekannten Stadtmauern bzw. den Wallanlagen.

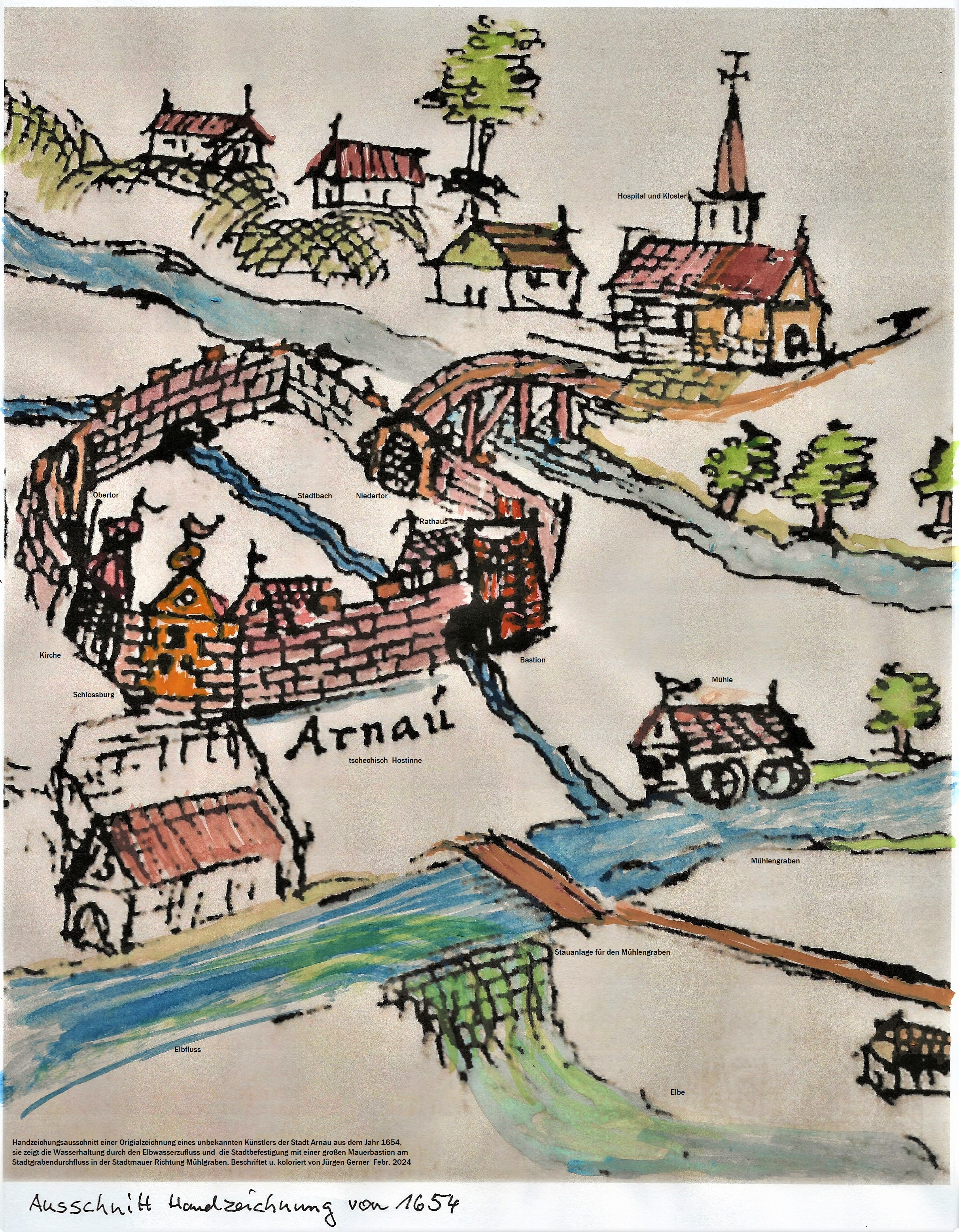
Arnau – Hostinne Handzeichnung der nahen Stadtumgebung 1654

 Das Rathaus und die beidseitig danebenstehenden Bürgerhäuser waren durch einen Kellergang miteinander verbunden, dieser Gang führte nach Norden unter der Stadtmauer hindurch bis zum Töpferberg. Dieser unterirdische Wehrgang wurde im 19. Jahrhundert zugeschüttet. Scheinbar setzte die Erweiterung der Stadt vor 1456 ein. Im Jahr 1456 wurde, in der nun fertiggebauten Idealstadt mit einem zentral geplanten Marktplatz, das Niedertor in der neu erweiterten Ringmauer errichtet. 1458 berichten die Stadtanalen von der Gründung und dem Bau des Klosters außerhalb der Stadtmauer hinter dem neuen Bürgerviertel. 1477 wird das Rathaus mit einem Turm genannt. 1507 berichtet dann die Stadtchronik von der Teilung der heute noch bekannten Innenstadtbauten an die Gebrüder von Schanow. Der Ring wird 1518 wohl als fertige Anlage erwähnt. Kaiser Ferdinand III. gestand 1653 der Stadt das Privileg zu, drei Jahrmärkte abzuhalten, zusätzlich durften der Rat von der kaiserlichen Branntweinsteuer, von jedem ausgeschenkten Seidel Branntwein, einen Kreuzer für die Erhaltung der Stadtmauer und anderer städtischen Gebäude behalten. Eine Handzeichnung der Lage der Stadt von 1654 zeigt eine noch provisorische Stadtmauer zwischen Niedertor Richtung Elbpforte, stattdessen ist aber eine große Mauerbastion zur Elbseite dargestellt, der Stadtgraben floss offen in gerader Linie durch die Stadtbefestigung hindurch, ohne Abknickung in Richtung Mühlgraben. Scheinbar waren vom 14. bis 17. Jahrhundert diese Verteidigungsbauten in die Befestigungsanlagen integriert. Die Elbe fließt über eine Stauanlage, die den Mühlgraben speist, in ihr Bett ab.

### Stadtmauer

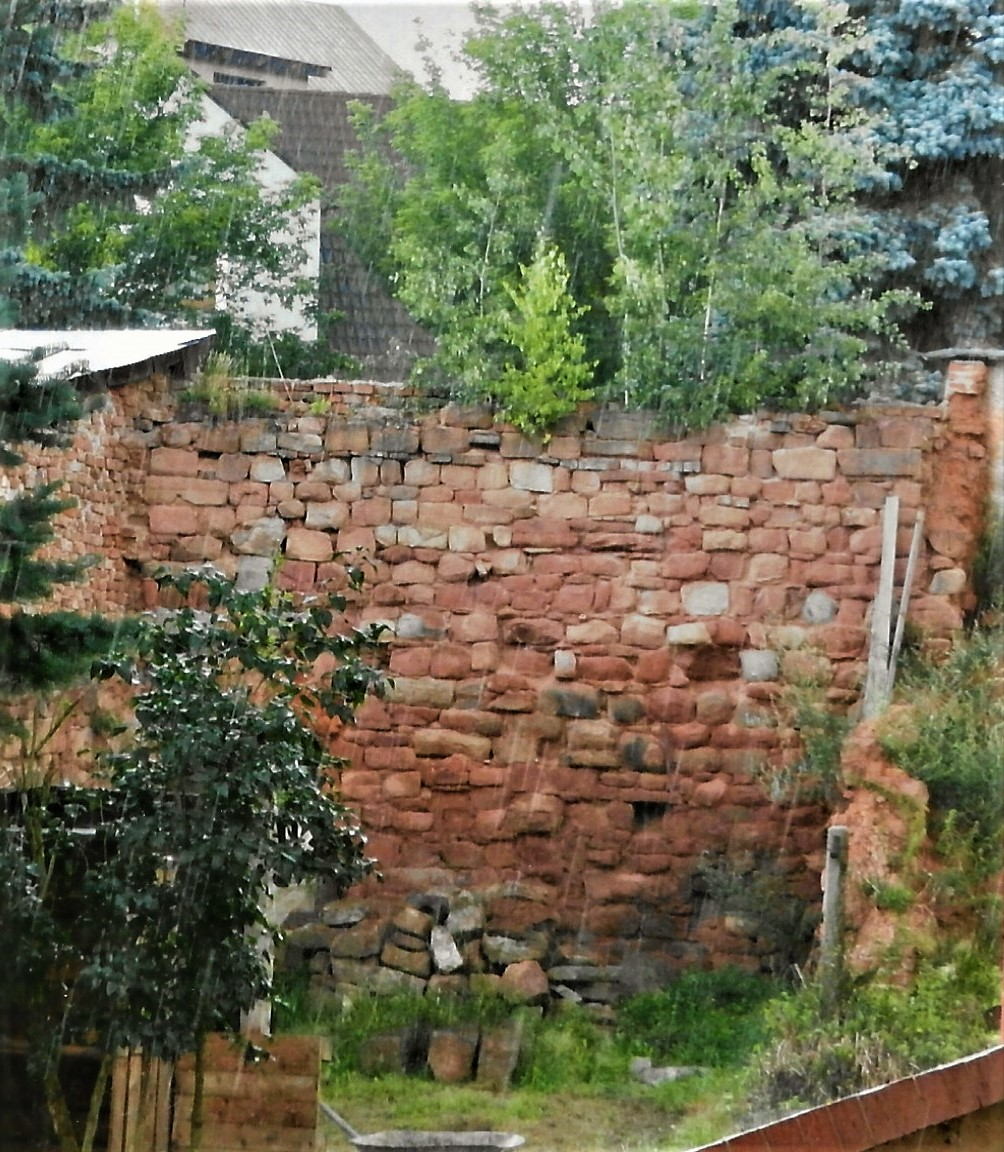
Nördlicher Stadtmauerrest, noch ca. vier Meter hoch

Die Mitte des 15. Jahrhunderts errichtete Stadtmauer umringte die sechs Stadtviertel, die Burg/Schloss und die Kirche. Die Mauer hatte eine Gesamtlänge von ca. 1000 Metern, sie besaß zwei Stadttore und zwei Pforten. Das Material der Mauer bestand im Wesentlichen aus Natursandsteinquadern. Die Mauer war bis sieben Meter hoch und am Fuß 1,8 Meter breit. Vor der Mauer waren wasserführende Wehrgräben, vier Brücken ließen die Passage über diese zu. In ca. fünfzig Meter Abständen waren Mauertürme eingebaut, an der Elbseite gab es einen gedeckten Wehrgang und eine Bastion, wie in Veduten dargestellt. Hier war die Mauer 1934 noch an der Basis 2,5 Meter breit und 5 Meter hoch. Ein Mauerrest an der Elbpforte maß 1935 noch eine Höhe von 6,25 Metern. Im 19. Jahrhundert wurde durch die Stadterweiterungen die Mauer an verschiedenen Stellen für den Straßenbau geöffnet. Entstehende Industrieanlagen nutzten die Stadtmauer als Wand oder die Mauer wurde an störenden Stellen beseitigt. Links der Seifengasse gibt es heute noch Fragmente der Mauer als Garten- und Hofbegrenzungen. Die letzten größeren Stadtmauerteile wurden 1958 zurückgebaut. Am ehemaligen Niedertor sieht man an einem Pkw-Parkplatz gegenüber der Dolni Brana Nr. 267 noch den Stadtmauerfuß von 2 Meter Breite und 2,5 Meter Höhe in einer Giebelwand.

### Wehrturm
Der Wehrturm, der heutige Kirchturm der Dreifaltigkeitskirche (45 m), hatte eine überschlägliche Bauhöhe von 30 bis 35 Metern, durch Umbauten des Turmes ist die ursprüngliche Höhe nicht ermittelbar. Er wurde vermutlich als erster Bau Arnaus im 12. Jahrhundert errichtet. Ein Anbau einer romanischen Kirche folgte um 1270. Die Abmaße des Turms sind ca. 7 mal 7 Meter, die Wandstärke beträgt etwa je 2 Meter. Alte Zeugnisse des Wehrturms sind die Eingangstür in mehreren Metern Höhe und die Schießscharten für Armbrustschützen. Die Wehrhaftigkeit Arnaus von diesem Turm wird in Sagen der Stadt beschrieben.

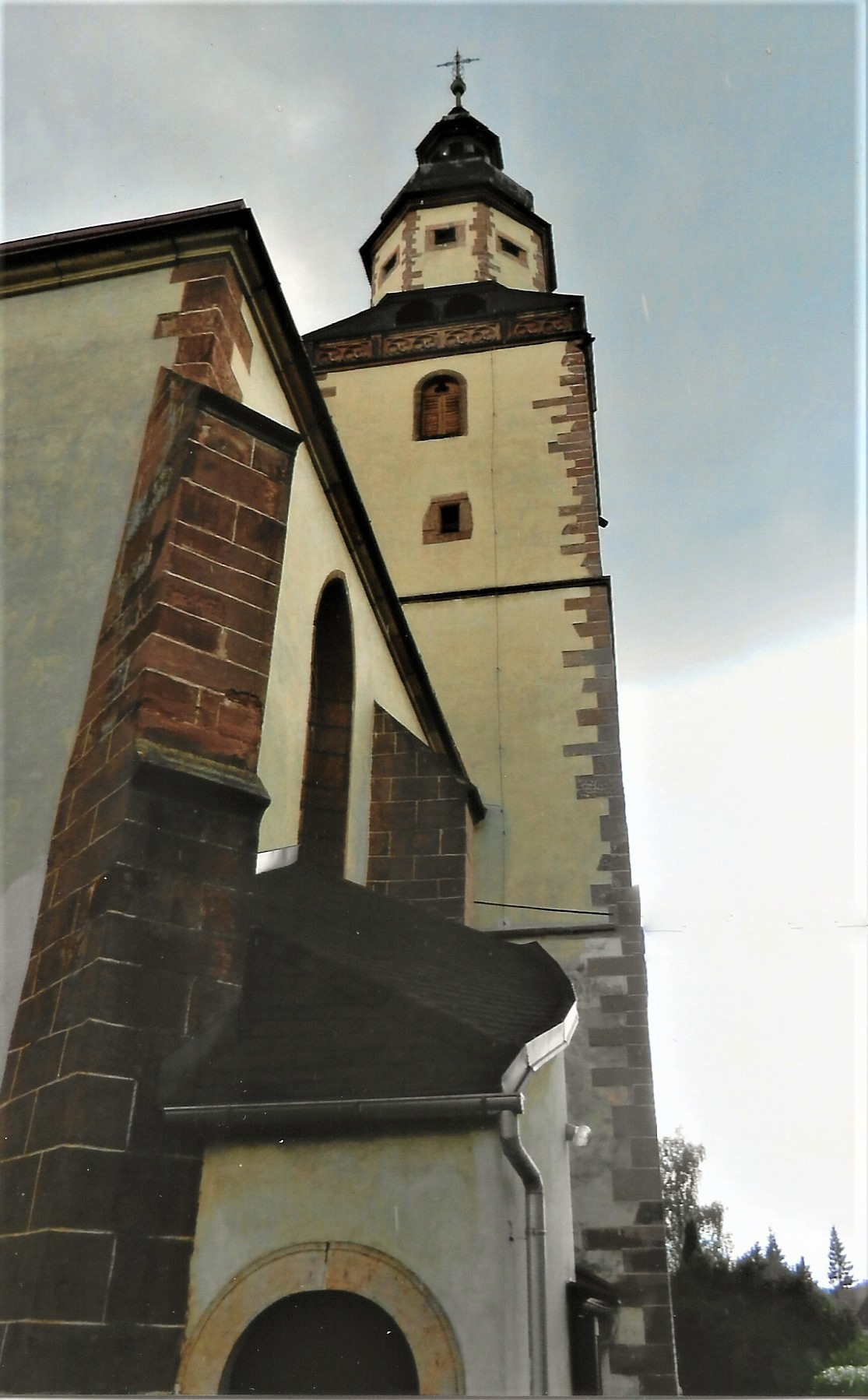
Einstiger Wehrturm, Turm der Dekanalkirche
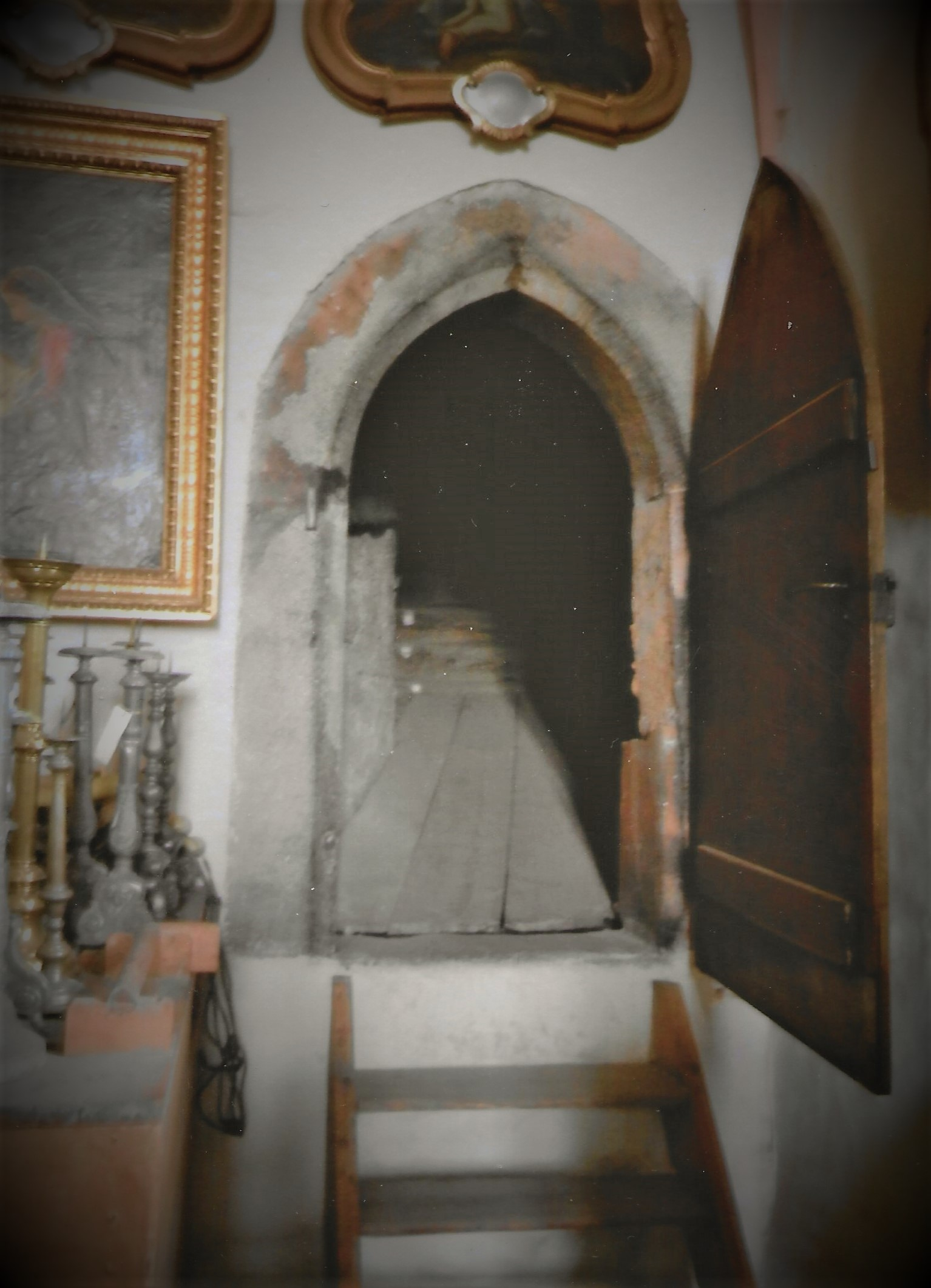
Einstiegstür in den ehemaligen Wehrturm
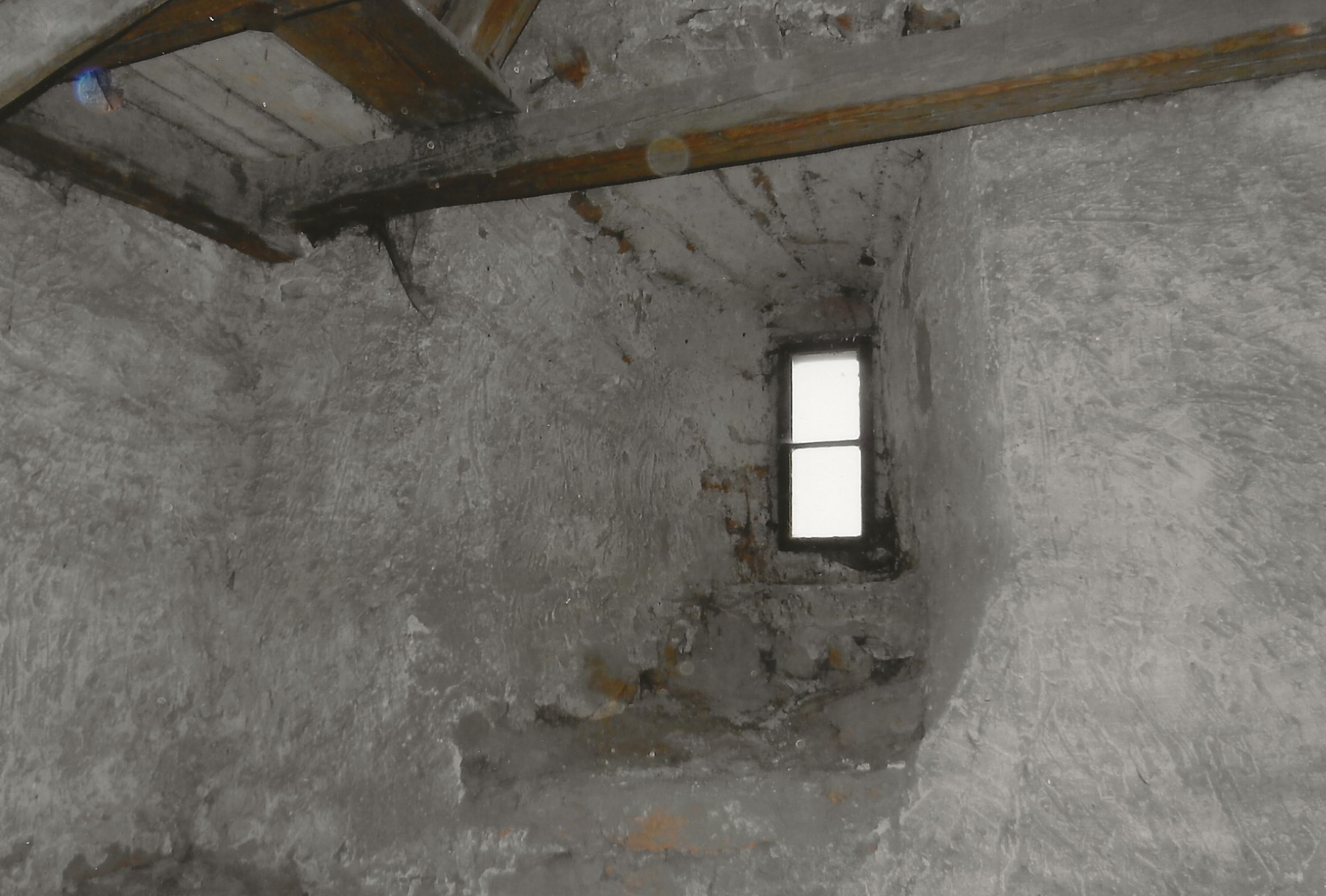
Schießscharte im Arnauer Wehrkirchturm
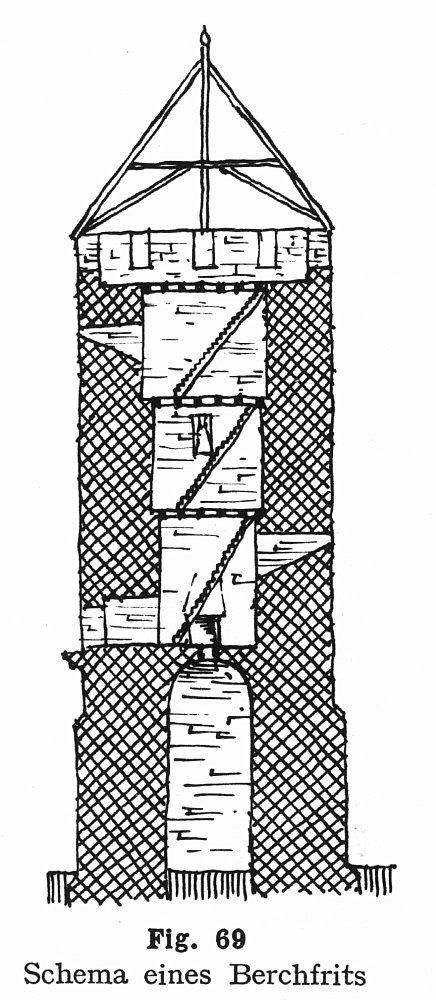
Schema, wie im Arnauer Wehrturm
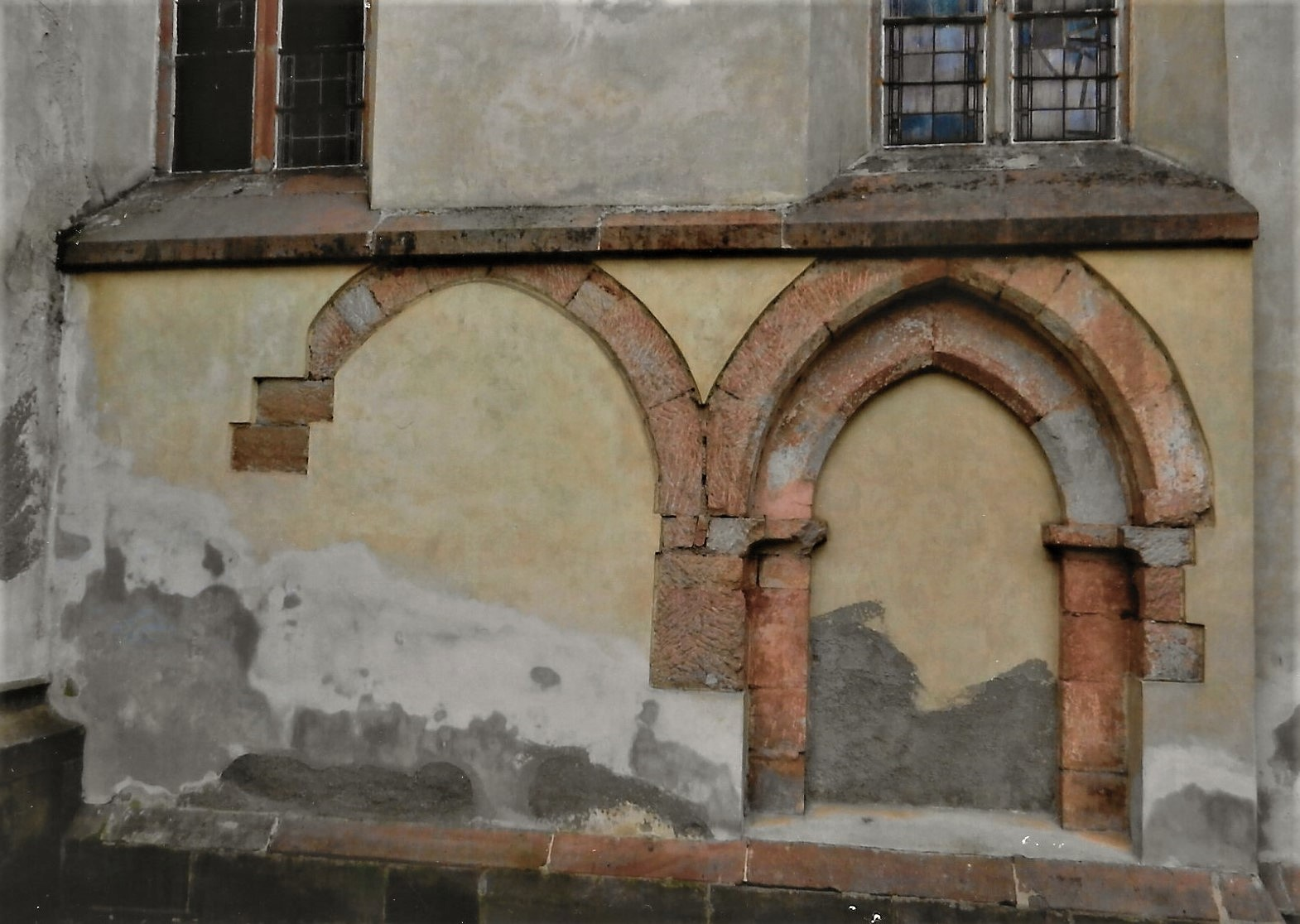
Romanischer Anbau an den ehemaligen Wehrturm

Es gibt Quellen von noch drei anderen Wachtürmen, einer an der Stadtmauer nördlich der Postgasse, der zweite war der Pulverturm am Rathaus und der dritte ein Turm auf der Bastion zur Elbe hin, wie in der Stadtvedute angedeutet. Diese Anordnung der Türme spricht für die Bauregeln der östlichen Wehranlage des 15. Jahrhunderts. Dies ließ die Verteidigung durch Armbrustschützen zu.
Kolonistendörfer im Umkreis der Stadt:
Die befestigte Stadt Arnau zog auch durch die hochmittelalterliche Ostsiedlung zahlreiche Kolonisten mit deutschen Siedlern an.
- 1384 Hertwicivilla, Kolonist Hartwig
- 1254 Heinrichsau, Henrichowe, Kolonist Heinrich, Klášterská Lhota
- 1384 Goezierivilla, Kolonist Goez (Götz)
- 1384 Albertivilla, Kolonist Albert, Albendorf ve Slezsku
- 1383 Vykerivilla (Wikeri villa), Weikersdorf, Kolonist Wickhart, Weiß-Trzemeschna, Bila Tremesna
- 1384 Hermannsdorph, Kolonist Hermann, Hermannseifen,
- 1384 Bernharticz cum Olessna (bei Oels), Kolonist Bernhart
- 1383 Pertoldi villa, Kolonist Bernhart, Barteldorf, Slezska
- 1384 Kachwitz, 1399 Kothwicz, Kolonist von Kottwitz, Chotevice

## Herkunft der ehemals deutschen Bevölkerung
Art der Bauweise
Um Hostinné, dem alten Arnau, herum gibt es auch slawisch geprägte Ortsnamen, wie Prausnitz, Borowitz, Mastig, Öls, Tschermna und Proschwitz. Diese Ortsnamen kommen wahrscheinlich aus dem schlesischen Raum, dort gab es viele Orte gleichen Namens. Zahlreiche Höfe dieser (böhmischen) Dörfer zeigen fränkische Anlagen. Zumeist schließen sich um den Hofraum 3 bis 4 Gebäude zu einem Viereck, einer wahren Bauernburg, zusammen. Die alten Häuser sind ebenerdig und im Blockbau ausgeführt. Die Balken sind meist dunkelbraun gestrichen, die mit Lehm verschmierten Fugen weiß getüncht. Das hochgesperrte Dach war früher mit Schindeln und Stroh gedeckt. Die Bretterwand des Giebelfeldes, durch abwechslungsreiche Anordnung der Bretter, aufgenagelte Leisten und Kerbschnitte reich verziert, gliedert sich in 2 bis 3 Teile, die derartig übereinander vorspringen, dass der oberste, vom walmartig herabgesenkten Dache eingedeckte, am weitesten heraustritt.
Namen der deutschen Bevölkerung
Die typischen Namen der Gebirgsbauern waren Adolf, Buchberger, Erlebach, Fischer, Goder, Kraus, Lahr, Renner und Zinnecker. Die Hohenelber waren Bittner, Ettel, Ettrich, Erben, Gottstein, Mähwald und Seidel, Langenauer Namen waren Burkert, Graf und Schreier. Hermannseifner Namen waren Fries, Drescher, Klug, Patzelt und Riedel. Kerner, Nagel, Purmann wohnten in Tschermna, Kuhn, Langner und Rummler gab es in Kottwitz. In Arnau (1921) herrschten die alten deutschen Namen Gernert, Richter und andere infolge bedeutender Zu- und Abwanderung (Exulanten) nicht mehr vor.
Trachten
Auf den Volksfesten war man oltfranksch gekleidet, d. h. mit einem Schwenker oder einem Fohn (Schößenrock) aus blauem oder braunem Tuch. Auch bauschärmlige Spenser oder Maiker wurden getragen.

## Stadtgliederung
Für die Stadt Hostinné sind keine Ortsteile ausgewiesen. Zu Hostinné gehört die Ansiedlung Dobrá Mysl (Gutsmuts).

## Sehenswürdigkeiten
Stabwerkrahmung
Der quadratische Marktplatz ist von Laubengängen umgeben. Die Häuser wurden in der zweiten Hälfte des 15. und im 16. Jahrhundert erbaut. Im spätgotischen Stil wurde roter Permsandstein an und in einigen der Bürgerhäuser in Form von Stabwerkrahmung an Portalen und Fenstern eingebaut. Der Sandstein und die Art der gestäbten Fenster und Türen ist durch die ergänzten Laubenüberbauten gut erhalten geblieben. Scheinbar sind die Arkadengänge nachträglich an die Häuser gebaut worden, dies wird deutlich, weil die oberen Ecken der Stabwerkrahmung überbaut und somit gestört wurden. Besonders sind die im Stabwerk enthaltenen Pilaster mit den im Schaft vorkommenden gedrehten und gerauteten Basen.

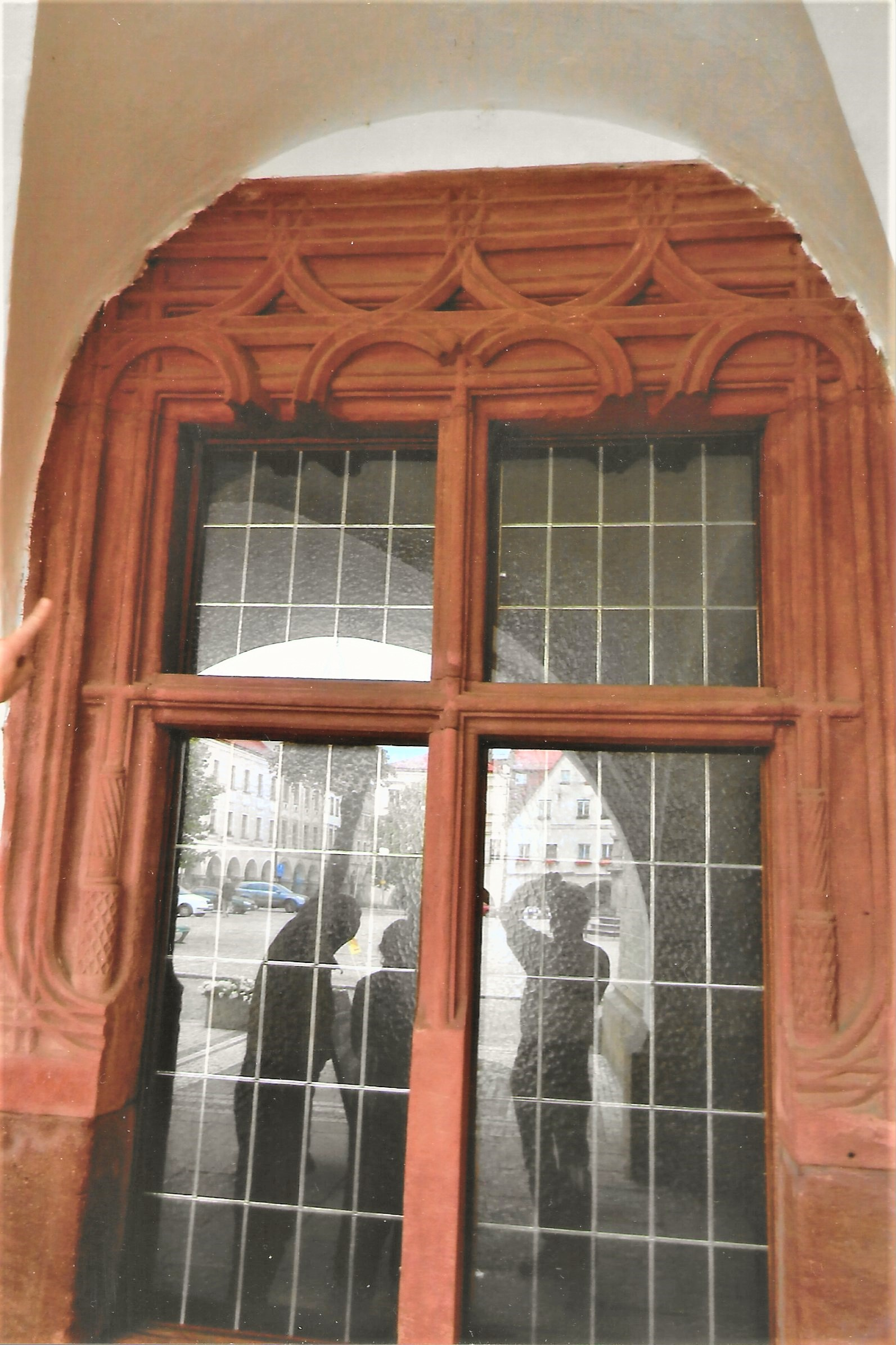
Spätgotische Stabwerkrahmung in der Rathauslaube
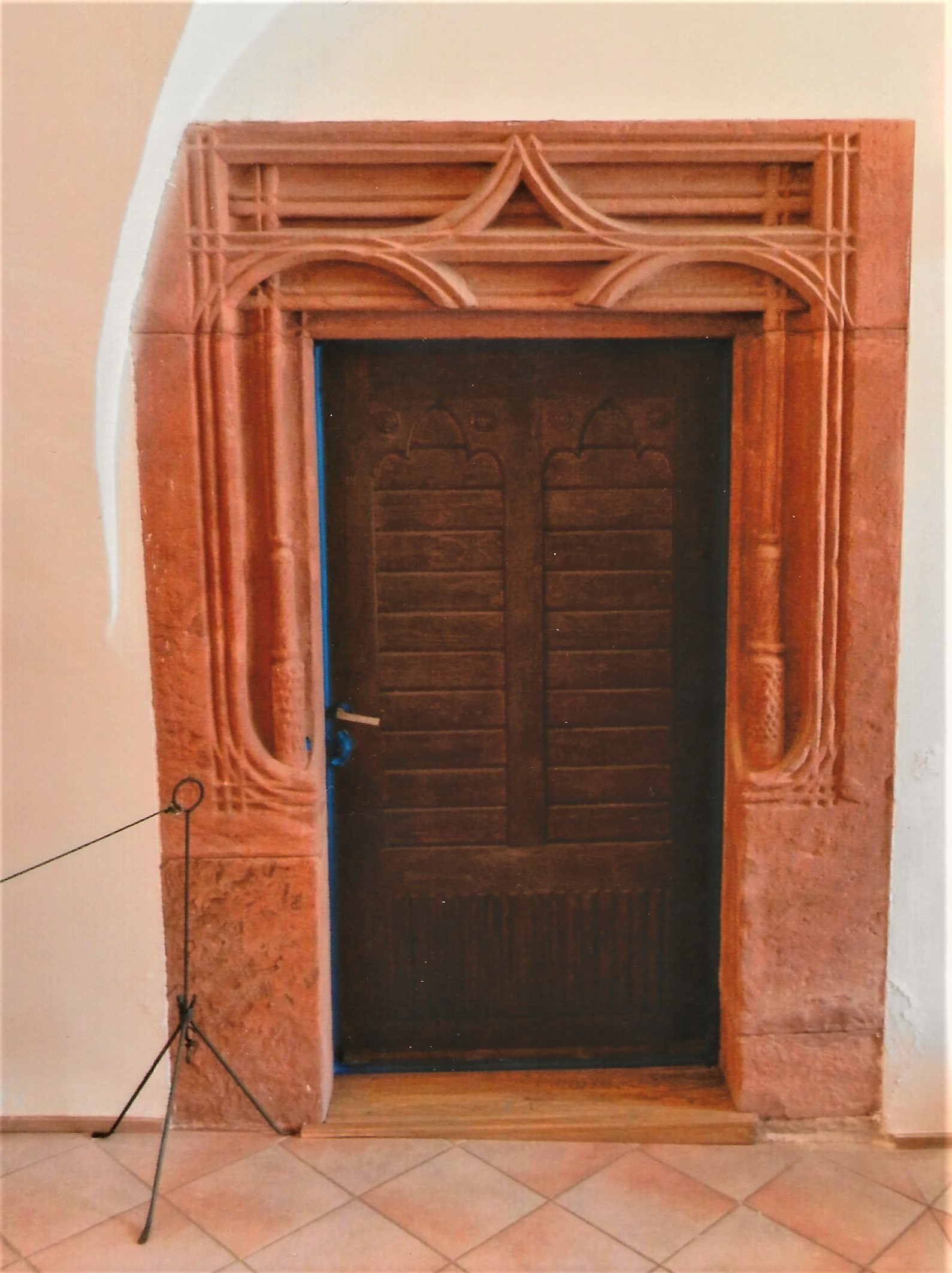
Stabwerkrahmung an einer Rathaustür
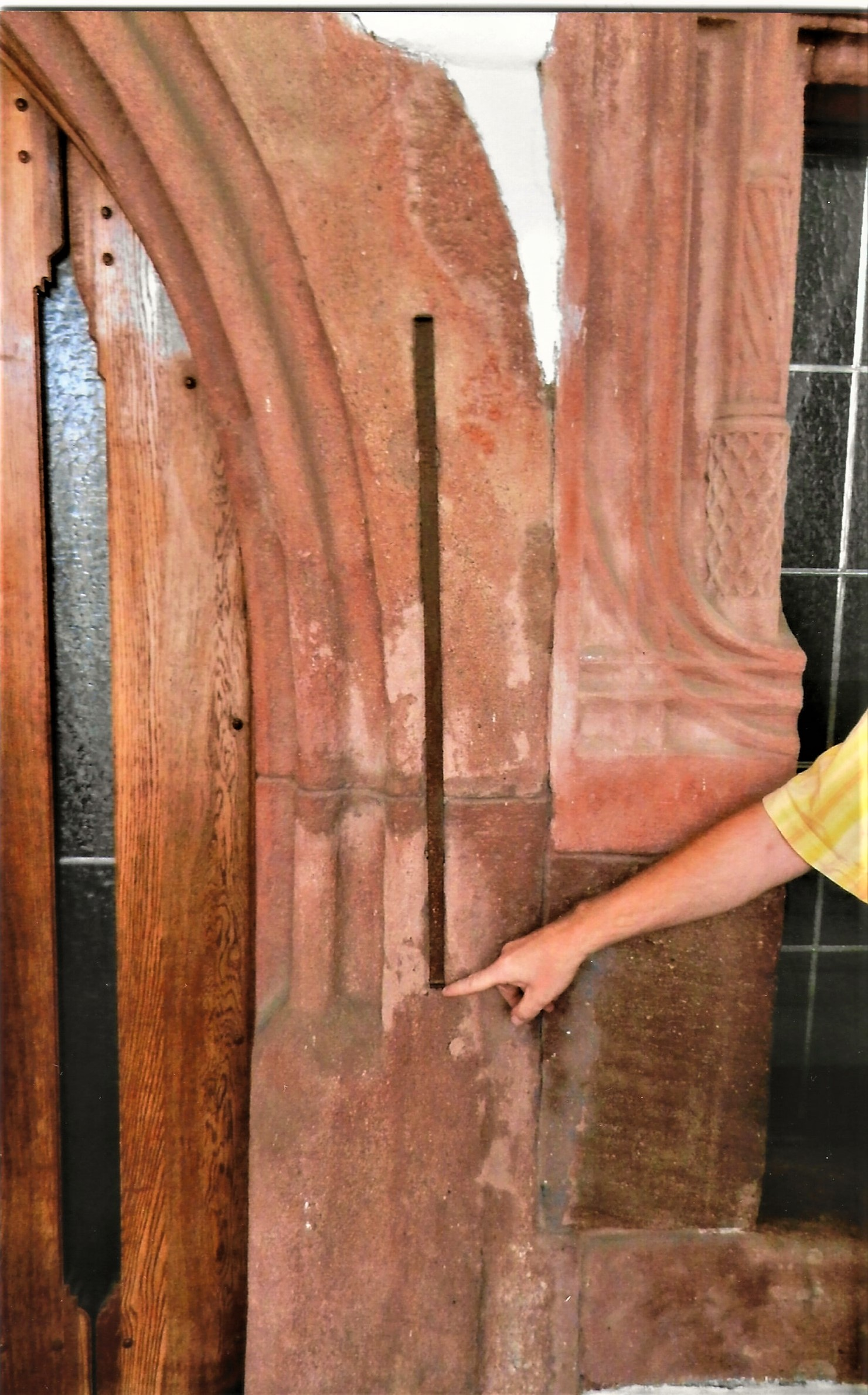
Normelle für die Tuchhändler in der Rathauslaube
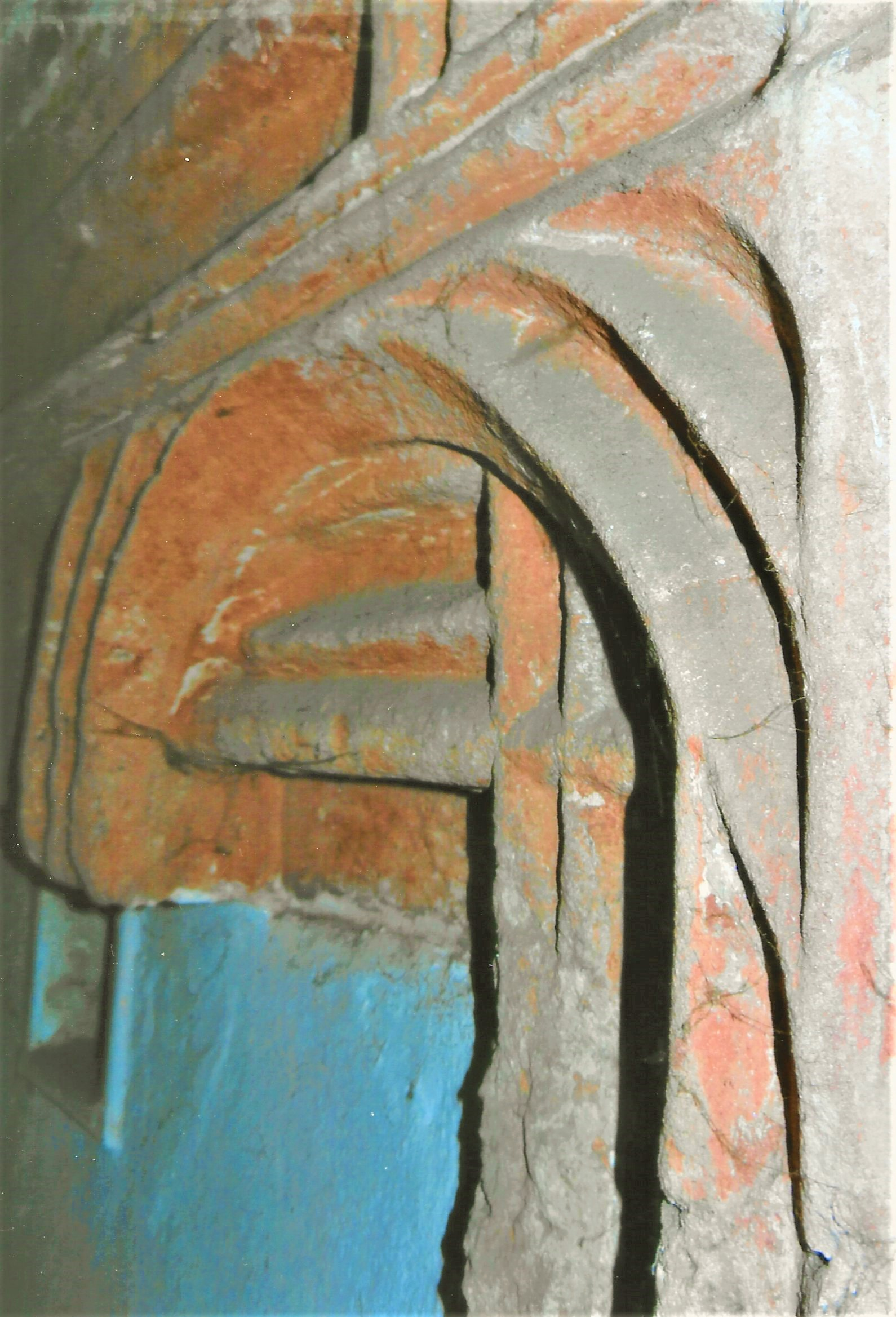
Stabwerkrahmungs-detail in Hostinne

Gotische Türportale
Einige Türportale am Markt besitzen im Türbalken gotische Ziffern der Baujahre.

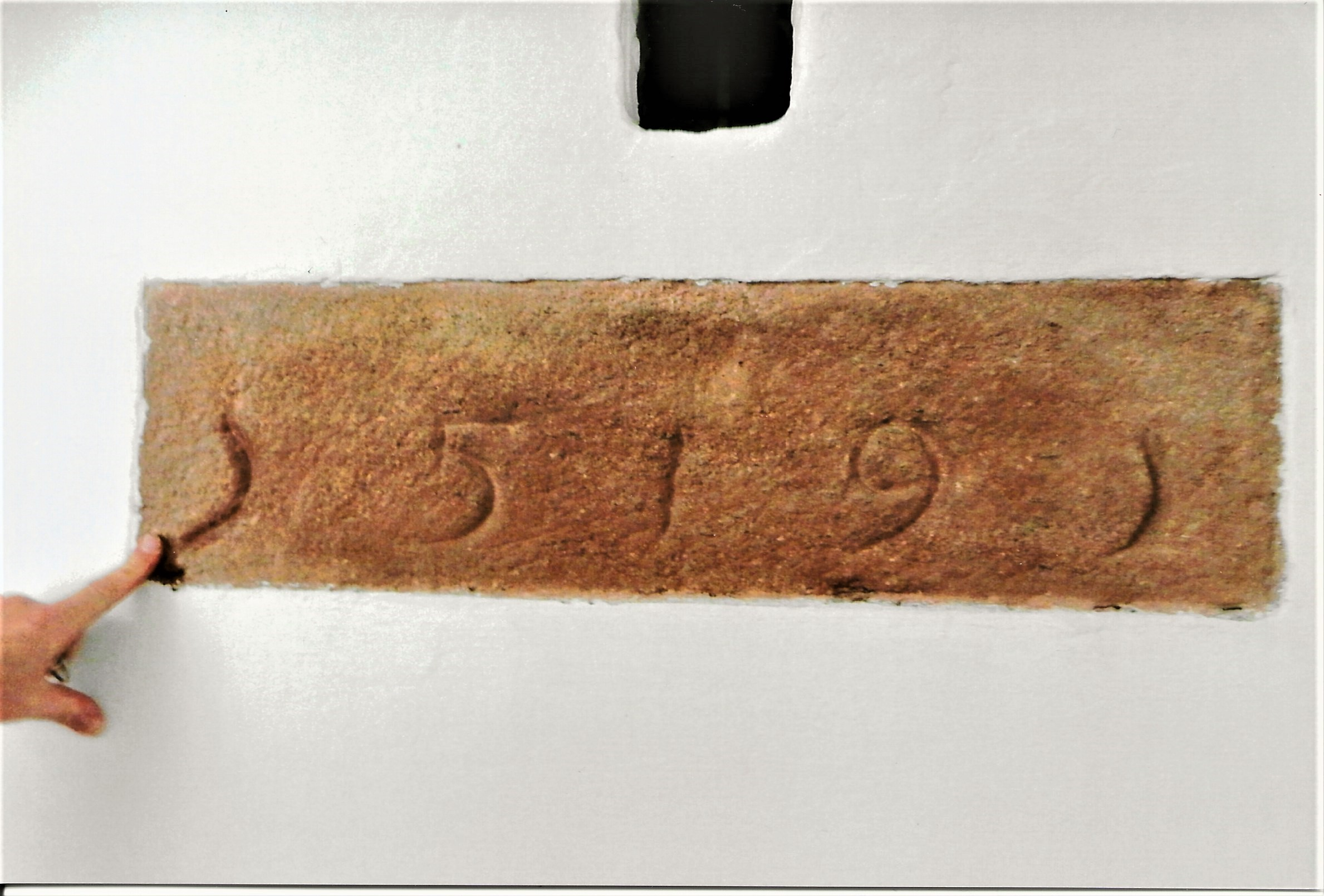
Inschrift 1591 im Gernert-Haus, Anbau des Rathauses
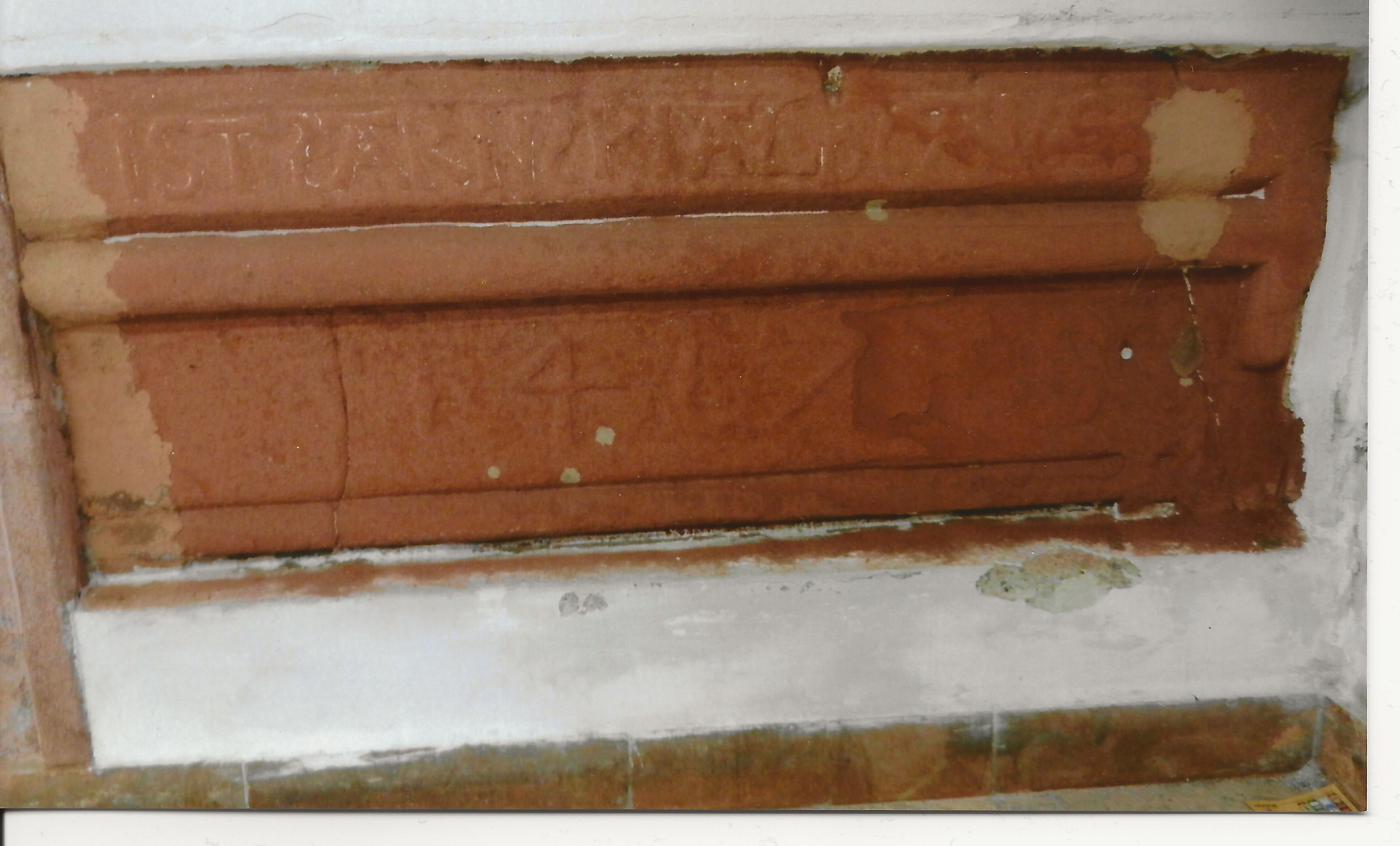
Ehem. Brückenstein des Stadtgrabens von 1547 Náměstí 57 (Marktplatz)
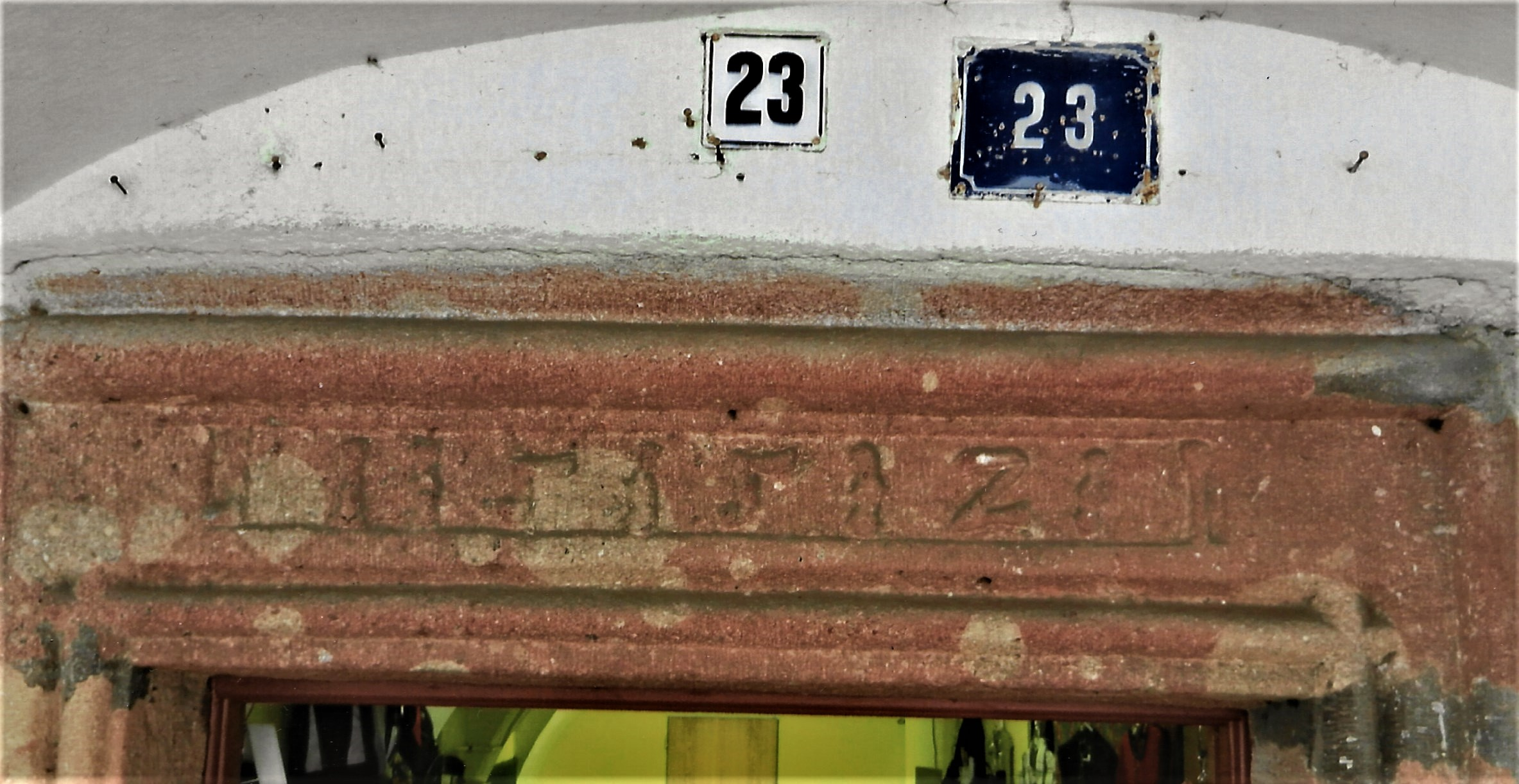
Inschrift 1552 an der E.-Votocka 23
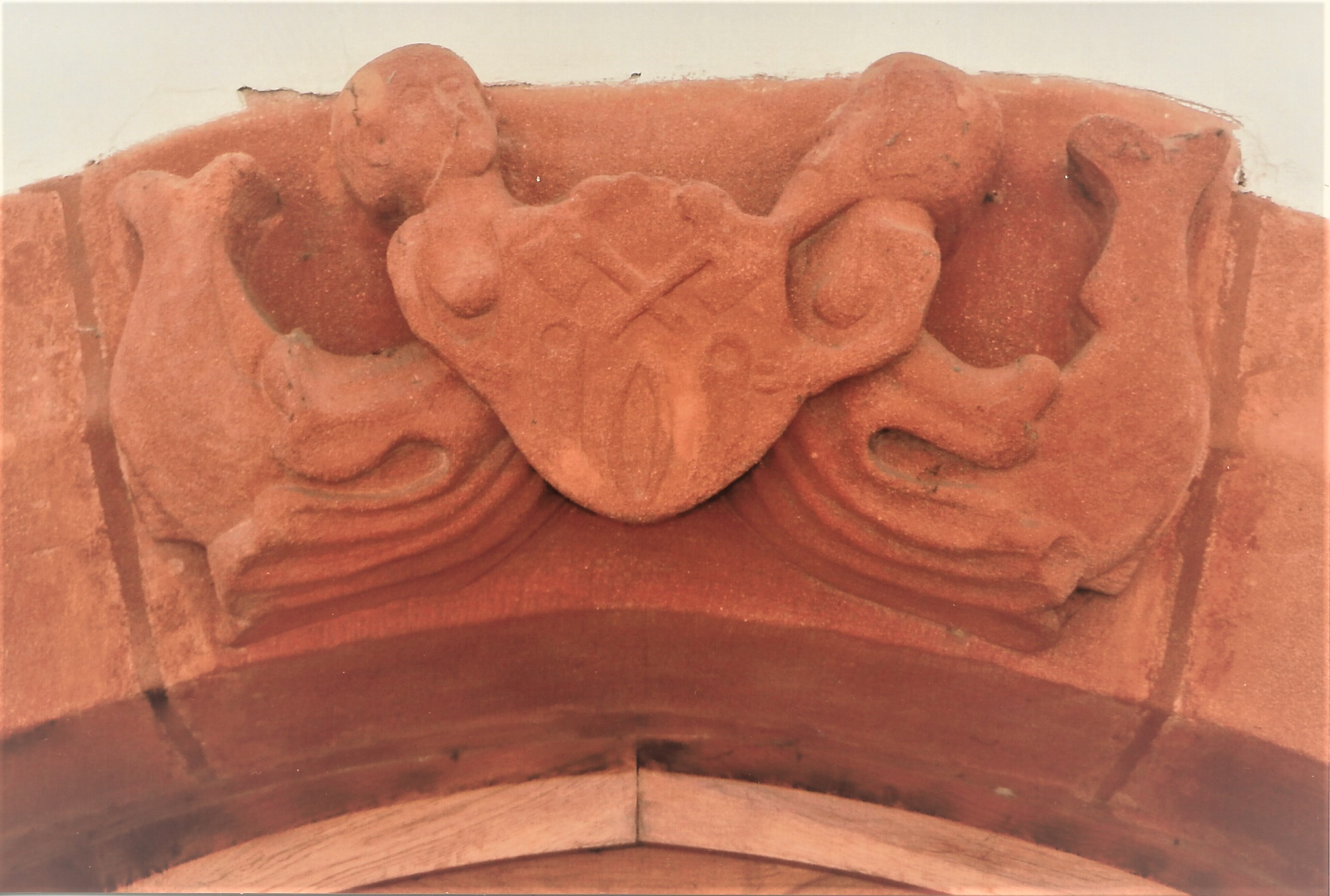
Zunftzeichen der Fleischhauer Markt 71

Gotische Keller
Die Kellertonnengewölbe der Bürgerhäuser besitzen teils romanische und frühgotische Eingänge.

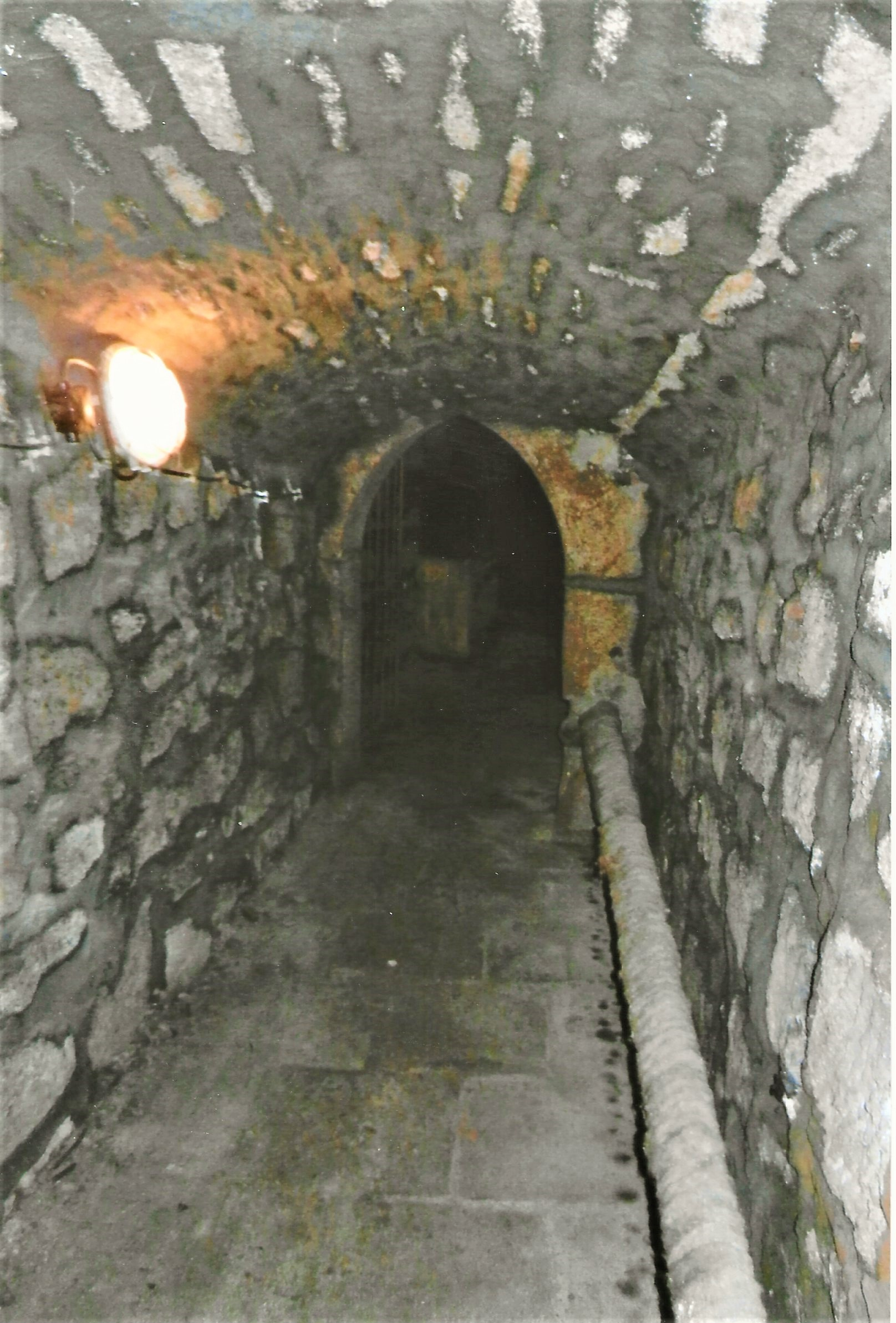
Gotische Kellergänge am Markt
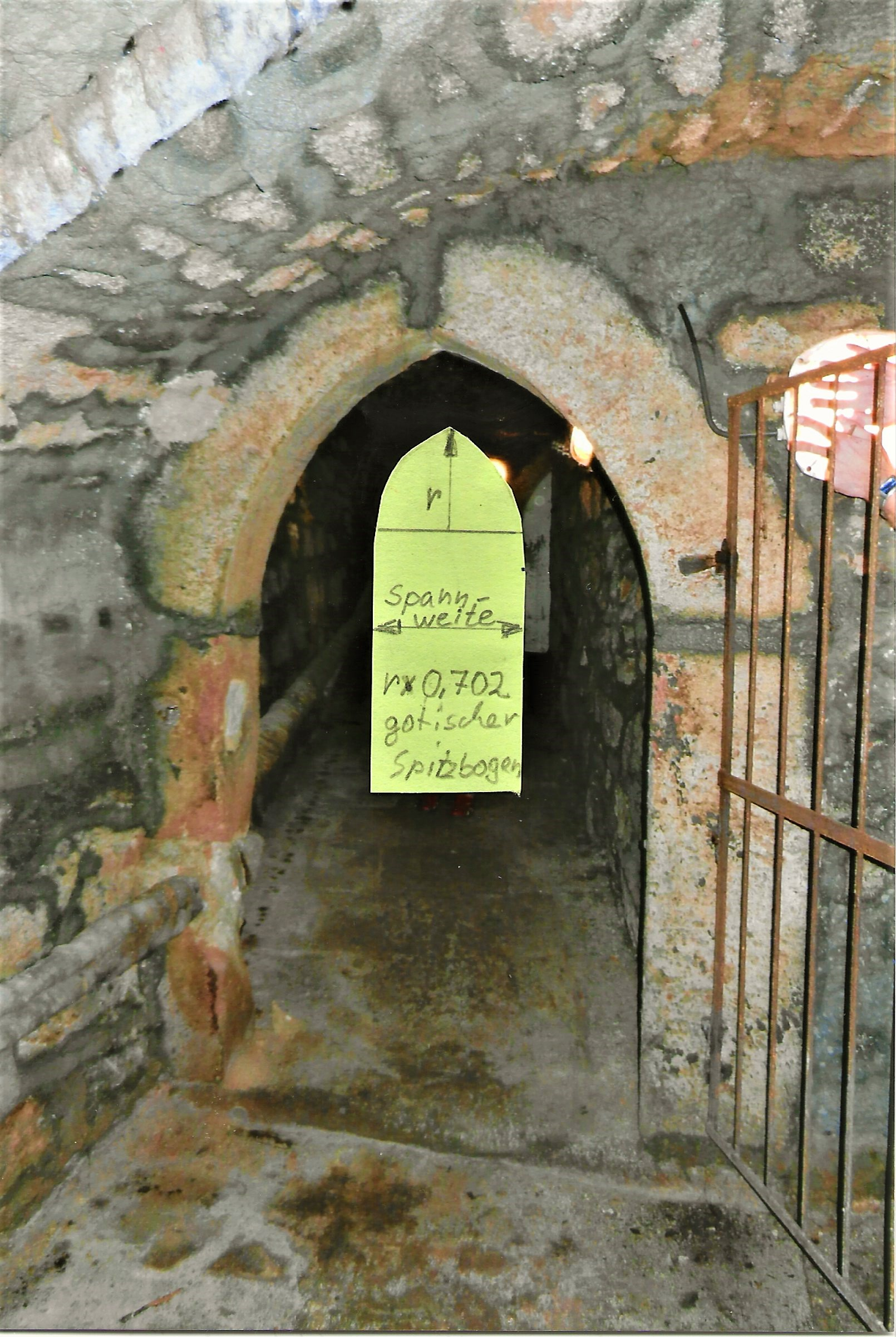
Gotische Spitzbogentür, Kellergang Elbseite
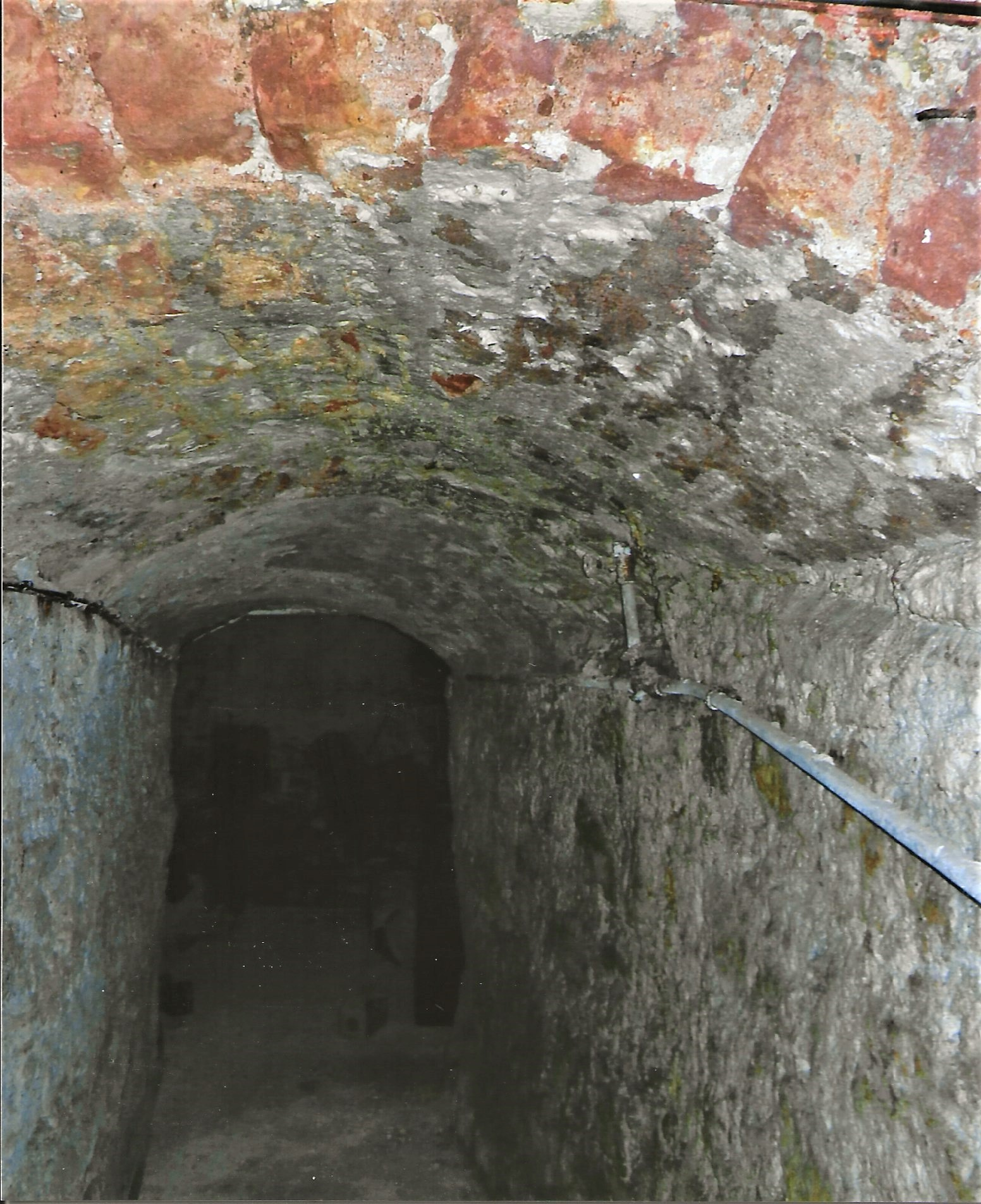
Verbindungsgang unter dem Rathaus zum Nachbarhaus (Gernert)
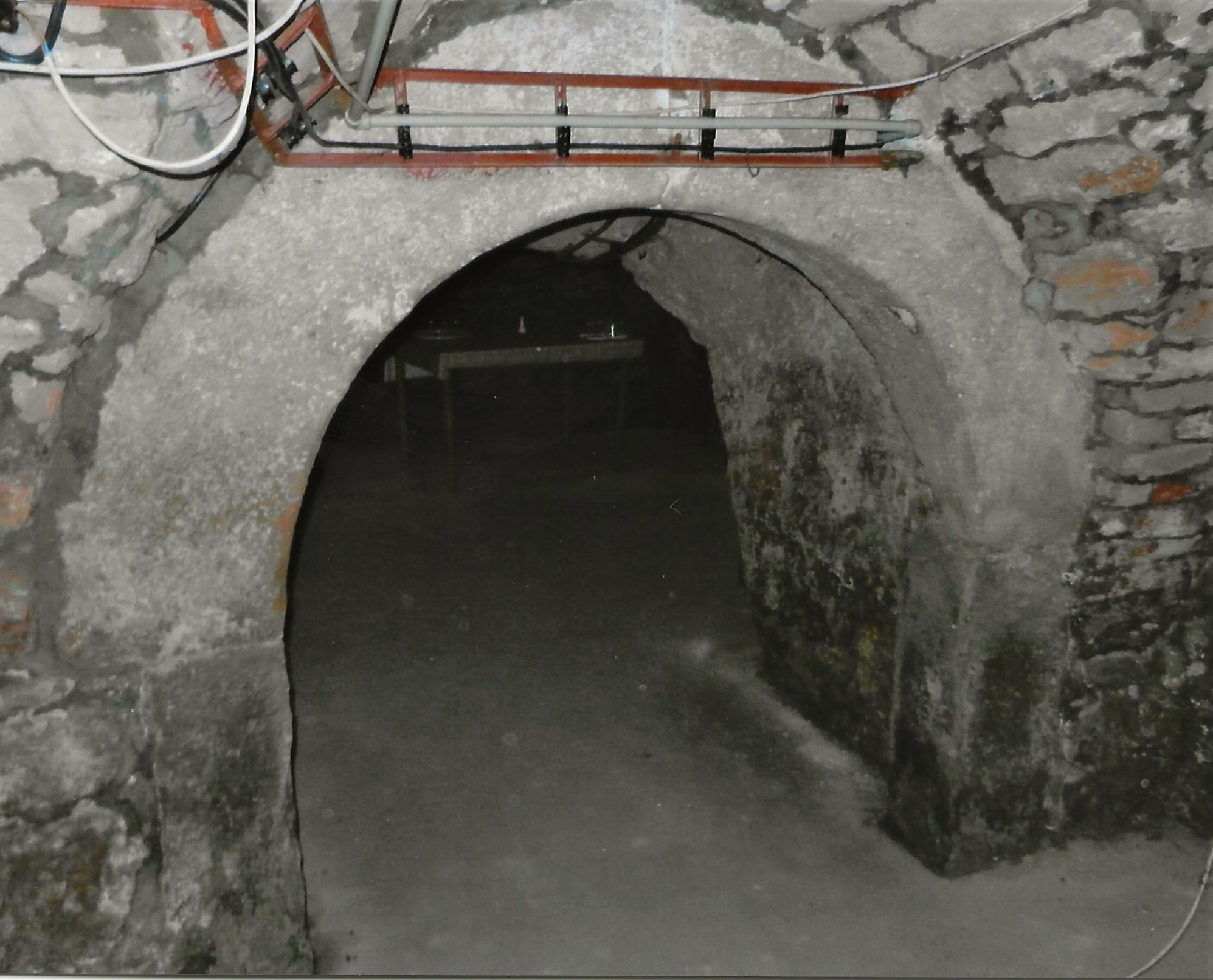
Frühgotischer Rundbogen im Rathauskeller

- Das Renaissance-Rathaus wurde 1570–1600 von C. Valmadis auf dem Vorgängerbau errichtet. Der 1525 im gotischen Stil aus Stein erbaut war. Der mit Sgraffito verzierte Turm ist mit zwei überlebensgroßen Figuren geschmückt. Beide tragen in der einen Hand ein Schwert, in der anderen einen Schild: eines mit dem böhmischen Löwen, das andere mit dem schlesischen Adler. Zwischen ihnen hängt das Stadtwappen. Besonders sind die Zellengewölbe in den Ratsräumen. Der Rathauskeller hat gotische rundbogige Portale aus dem 14. Jahrhundert und große Tonnengewölbe, die einst die Lagerräume der Wein- und Biervorräte der Ratsherren beinhalteten.
- Die Pestsäule von 1678 in der Platzmitte ist mit Statuen der Hll. Antonius von Padua, Franz von Assisi, Johannes von Nepomuk, Sebastian und Ignatius umgeben.

- Die Dreifaltigkeitskirche (Kostel Nejsvětějši Trojice) wurde 1280 errichtet und mehrfach umgestaltet. 1877 wurde sie von Franz Schmoranz regotisiert. Die Madonnenstatue auf dem neugotischen Altar stammt aus dem 15. Jahrhundert, die reich verzierte Renaissancekanzel ist von 1612.

- Das ehemalige Franziskanerkloster und die Klosterkirche wurden 1667–1689 nach Plänen des Prager Baumeisters Martin Reiner errichtet. Nach dessen Tod 1680 wurde die Anlage durch seinen damaligen Polier Wolfgang Dientzenhofer fertiggestellt. Der 1597 angelegte Friedhof der deutsch-böhmischen Bevölkerung am Kloster hinter der Umfassungsmauer an der B. Němcové Straße wurde nach 1945 in einen Park umgestaltet. Das Kloster beherbergt heute das Stadtmuseum.

- Die Stadtmauer ist nur noch in Fragmenten erkennbar als Grundstücksmauer der nördlichen Bürgerhäuser am Ring (Markt).

## Partnerstadt
- Bensheim,  Deutschland
- Wojcieszów,  Polen

## Persönlichkeiten
- Paul Clapius (1558), Kantor, geb. in Arnau, Königgrätzer Kreis, Rektor am Gymnasium in Sagan, Herzogtum Sagan, 1573 Pfarrer in Petersdorf und Buchwald bei Sprottau. Dessen Sohn Paul Clapius junior studierte 1583 an der Universität Wittenberg.
- Johann Franz Theer,[30] Leinwandhändler und Schönfärber, Gutsbesitz Hermannseifen, Wildschütz, 1794 in den Adelsstand erhoben
- Karel Klíč (1841–1926), böhmischer Maler, Fotograf und Grafiker
- Emil Reil (1879–1946), tschechoslowakischer Politiker deutscher Nationalität
- Rudolf Materna (1883–1938), österreichischer Feldmarschalleutnant
- Victor Lustig (1890–1947), Trickbetrüger und Hochstapler
- Rudolf Fahrner (1903–1988), deutscher Germanist
- Robert Lauber (1906–1942), römisch-katholischer Geistlicher, NS-Opfer
- Gerfried Schellberger (1918–2008), deutscher Maler und Autor
- Rainer Stuchlik (1929–2006), deutscher Maler und Grafiker
- Georg Stolle (1938–2020), deutscher Politiker und Bürgermeister von Bensheim, Ehrenbürger von Hostinné (2019)
- Tomáš Anděl (1968), Chronist der Stadt Hostinné, Stadtgeschichtsautor, Stadtrat und Leiter des Museums im Franziskanerkloster